# Cuxac-Cabardès
Cuxac-Cabardès [kyksak kabaʁdɛs]  (en occitan Cuxac de Cabardés ) est une commune française située dans le nord-ouest du département de l'Aude en région Occitanie.
Cuxac-Cabardès résulte de sa fusion en 1790-1794 avec Goutarende.Sources référencées « Cass. » dans le texte : Des villages de Cassini aux communes d'aujourd'hui, sur cassini.ehess.fr
Sur le plan historique et culturel, la commune fait partie de la Montagne Noire, un massif montagneux constituant le rebord méridional du Massif central. Exposée à un climat océanique altéré, elle est drainée par la Dure, le Rieu Sec et par divers autres petits cours d'eau. La commune possède un patrimoine naturel remarquable composé de cinq zones naturelles d'intérêt écologique, faunistique et floristique.
Cuxac-Cabardès est une commune rurale qui compte 953 habitants en 2022, après avoir connu une forte hausse de la population depuis 1975. Elle fait partie de l'aire d'attraction de Carcassonne. Ses habitants sont appelés les Cuxacois ou  Cuxacoises.

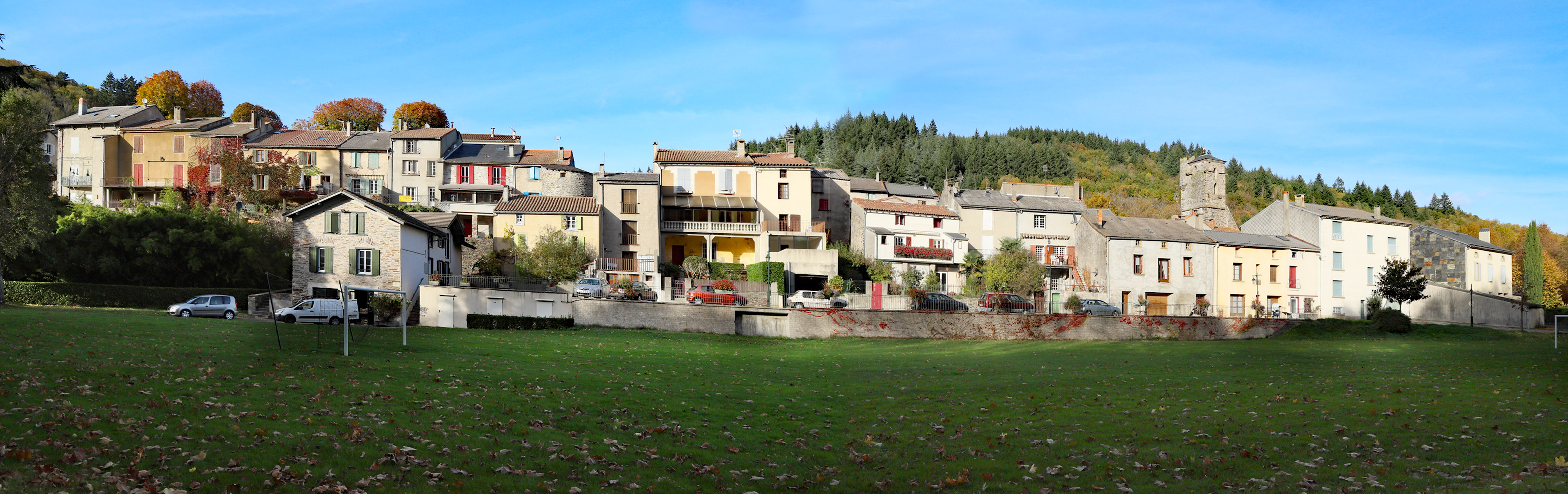

Le patrimoine architectural de la commune comprend un immeuble protégé au titre des monuments historiques : l'église Sainte-Cécile, inscrite en 1948.

## Géographie

### Localisation
Cuxac-Cabardès est une commune située dans le Cabardès sur la rivière la Dure.
Elle est limitrophe du département du Tarn.

### Communes limitrophes
Les communes limitrophes sont Caudebronde, Fontiers-Cabardès, Fraisse-Cabardès, Lacombe, Laprade, Les Martys, Villardonnel et Labruguière.
| Laprade                                                      | Labruguière (Tarn) | Les Martys   |
| Lacombe                                                      | Cuxac-Cabardès     | Caudebronde  |
| Fontiers-Cabardès, Brousses-et-Villaret (par un quadripoint) | Fraisse-Cabardès   | Villardonnel |

### Géologie et relief
Cuxac-Cabardès se situe en zone de sismicité 1 (sismicité très faible).

### Hydrographie
La commune est dans la région hydrographique « Côtiers méditerranéens », au sein du bassin hydrographique Rhône-Méditerranée-Corse. Elle est drainée par la Dure, le Rieu Sec, le ruisseau d'Arfeil, le ruisseau de Bastouil, le ruisseau de Cascasse, le ruisseau de la Combe, le ruisseau de la Galiberne, le ruisseau de l'Homme Mort, le ruisseau des Corbières, le ruisseau des Neuf Fontaines, le ruisseau du Pousset et le ruisseau du Pré de la Ferrière, qui constituent un réseau hydrographique de 23 km de longueur totale,.
La Dure, d'une longueur totale de 26,9 km, prend sa source dans la commune de Laprade et s'écoule vers le sud. Elle traverse la commune et se jette dans la Rougeanne à Montolieu, après avoir traversé 8 communes. Elle alimente le barrage de Laprade-Basse.
Carte openstreetmap de la Dure
Le Rieu Sec, d'une longueur totale de 16,8 km, prend sa source dans la commune et s'écoule vers le sud-est. Il traverse la commune et se jette dans l'Orbiel à Conques-sur-Orbiel, après avoir traversé 4 communes.

### Climat
Pour des articles plus généraux, voir Climat de l'Occitanie et Climat de l'Aude.
En 2010, le climat de la commune est de type climat océanique altéré, selon une étude s'appuyant sur une série de données couvrant la période 1971-2000. En 2020, Météo-France publie une typologie des climats de la France métropolitaine dans laquelle la commune est toujours exposée à un climat océanique altéré et est dans la région climatique Aquitaine, Gascogne, caractérisée par une pluviométrie abondante au printemps, modérée en automne, un faible ensoleillement au printemps, un été chaud (19,5 °C), des vents faibles, des brouillards fréquents en automne et en hiver et des orages fréquents en été (15 à 20 jours).
Pour la période 1971-2000, la température annuelle moyenne est de 11,1 °C, avec une amplitude thermique annuelle de 15,1 °C. Le cumul annuel moyen de précipitations est de 1 157 mm, avec 12,4 jours de précipitations en janvier et 6,3 jours en juillet. Pour la période 1991-2020, la température moyenne annuelle observée sur la station météorologique la plus proche, située sur la commune des Martys à 5 km à vol d'oiseau, est de 10,2 °C et le cumul annuel moyen de précipitations est de 1 365,7 mm,. Pour l'avenir, les paramètres climatiques de la commune estimés pour 2050 selon différents scénarios d'émission de gaz à effet de serre sont consultables sur un site dédié publié par Météo-France en novembre 2022.

### Milieux naturels et biodiversité
L’inventaire des zones naturelles d'intérêt écologique, faunistique et floristique (ZNIEFF) a pour objectif de réaliser une couverture des zones les plus intéressantes sur le plan écologique, essentiellement dans la perspective d’améliorer la connaissance du patrimoine naturel national et de fournir aux différents décideurs un outil d’aide à la prise en compte de l’environnement dans l’aménagement du territoire.
Deux ZNIEFF de type 1 sont recensées sur la commune :
la « forêt de la Loubatière » (676 ha), couvrant 3 communes du département, et 
la « vallée du Rieu Sec » (1 468 ha), couvrant 4 communes du département
et trois ZNIEFF de type 2, : 
- les « crêtes et pièmonts de la Montagne Noire » (27 188 ha), couvrant 26 communes dont 24 dans l'Aude et 2 dans l'Hérault[17] ;
- la « montagne Noire occidentale » (24 257 ha), couvrant 26 communes dont 25 dans l'Aude et 1 dans le Tarn[18] ;
- la « montagne Noire (versant Nord) » (31 971 ha), couvrant 37 communes dont 14 dans l'Aude, 2 dans la Haute-Garonne, 3 dans l'Hérault et 18 dans le Tarn[19].

Carte des ZNIEFF de type 1 et 2 à Cuxac-Cabardès.
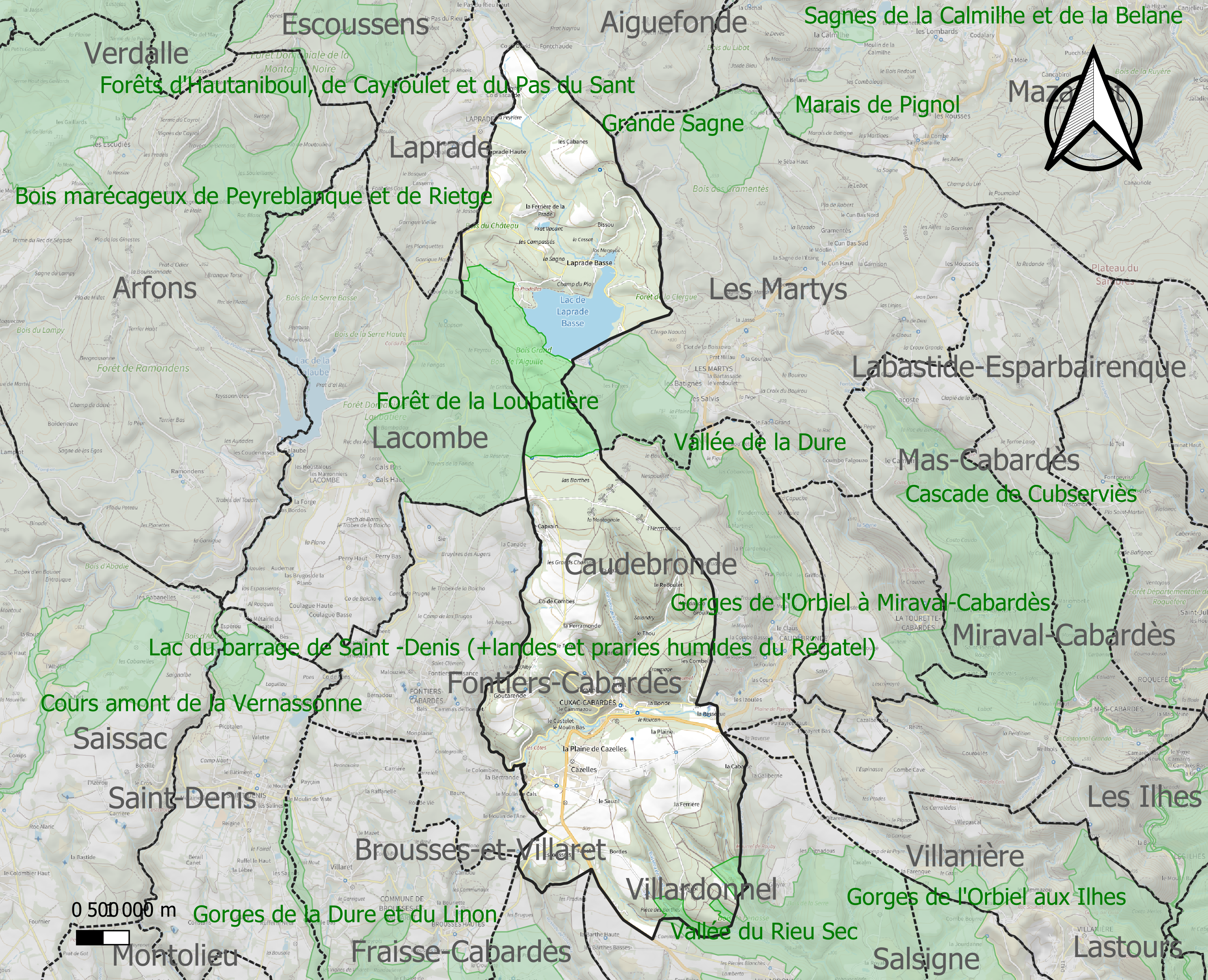
Carte des ZNIEFF de type 1 sur la commune.
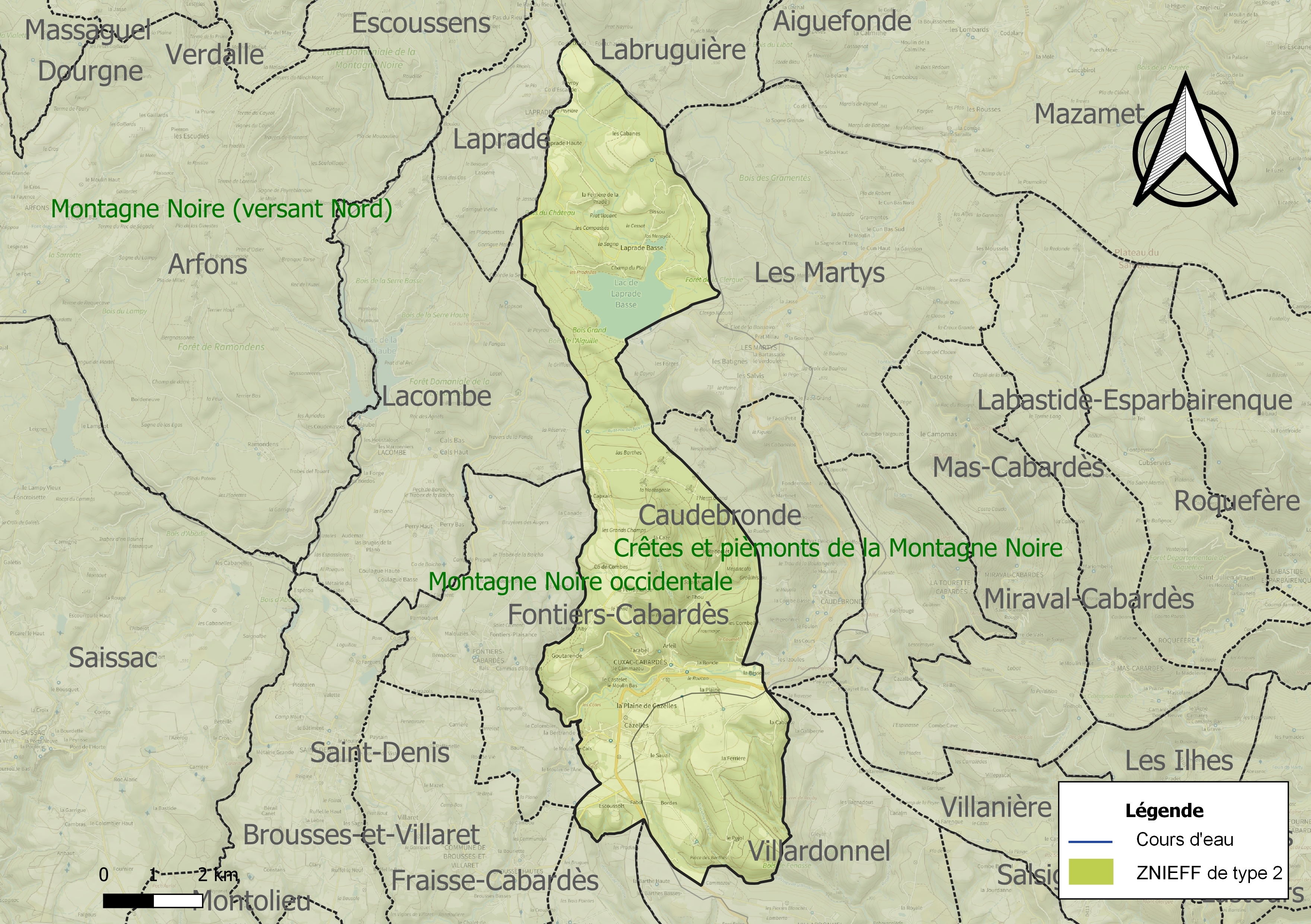
Carte des ZNIEFF de type 2 sur la commune.

## Urbanisme

### Typologie
Au 1er janvier 2024, Cuxac-Cabardès est catégorisée commune rurale à habitat dispersé, selon la nouvelle grille communale de densité à 7 niveaux définie par l'Insee en 2022.
Elle est située hors unité urbaine. Par ailleurs la commune fait partie de l'aire d'attraction de Carcassonne, dont elle est une commune de la couronne,. Cette aire, qui regroupe 115 communes, est catégorisée dans les aires de 50 000 à moins de 200 000 habitants,.

### Occupation des sols
L'occupation des sols de la commune, telle qu'elle ressort de la base de données européenne d’occupation biophysique des sols Corine Land Cover (CLC), est marquée par l'importance des forêts et milieux semi-naturels (69,1 % en 2018), en diminution par rapport à 1990 (71,2 %). La répartition détaillée en 2018 est la suivante : 
forêts (64,4 %), zones agricoles hétérogènes (11 %), terres arables (10 %), prairies (4,7 %), milieux à végétation arbustive et/ou herbacée (4,7 %), eaux continentales (4,1 %), zones urbanisées (1 %). L'évolution de l’occupation des sols de la commune et de ses infrastructures peut être observée sur les différentes représentations cartographiques du territoire : la carte de Cassini (XVIIIe siècle), la carte d'état-major (1820-1866) et les cartes ou photos aériennes de l'IGN pour la période actuelle (1950 à aujourd'hui).

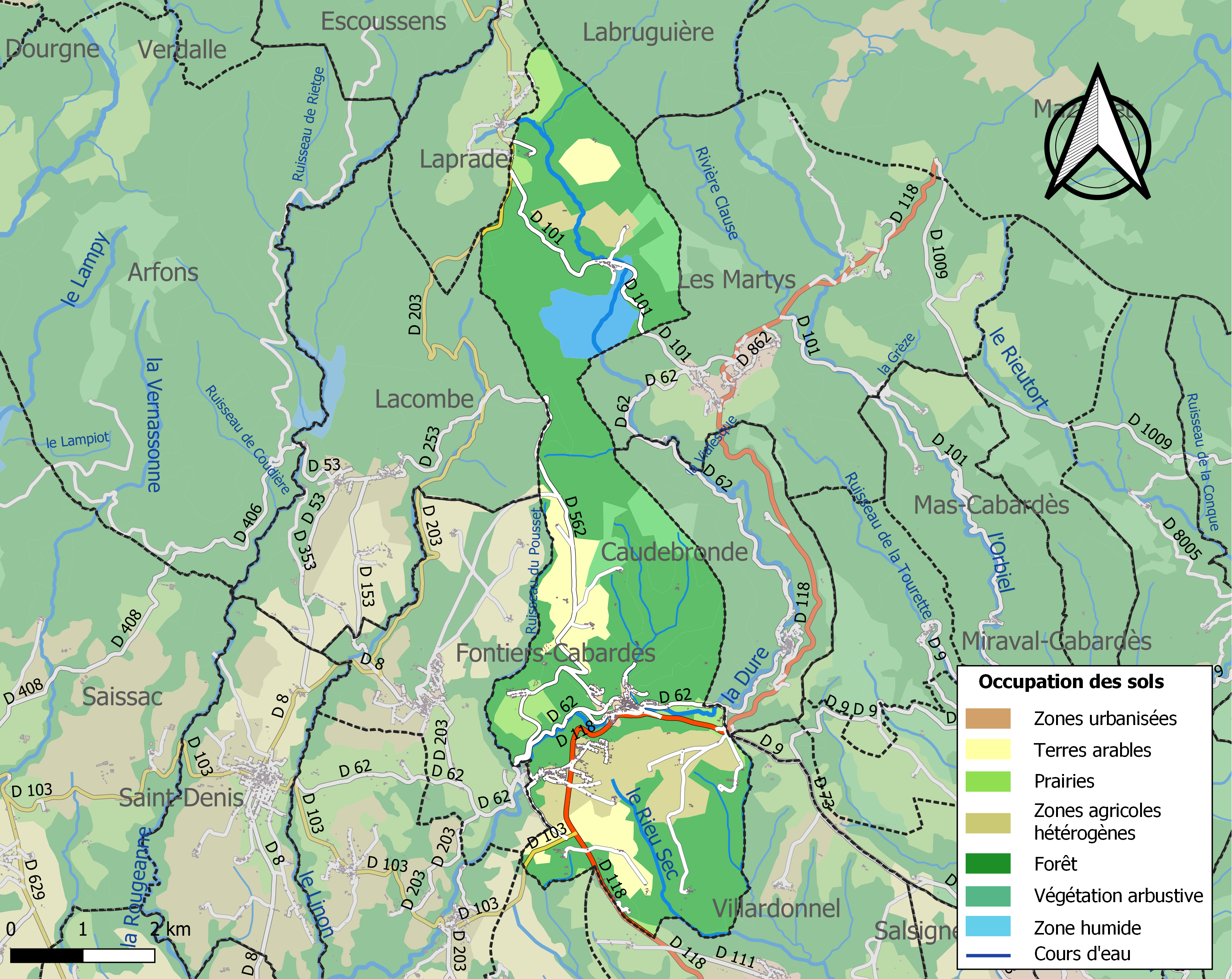
Carte des infrastructures et de l'occupation des sols de la commune en 2018 (CLC).

### Risques majeurs
Le territoire de la commune de Cuxac-Cabardès est vulnérable à différents aléas naturels : météorologiques (tempête, orage, neige, grand froid, canicule ou sécheresse), inondations, feux de forêts et séisme (sismicité très faible). Il est également exposé à trois risques technologiques, le transport de matières dangereuses et  le risque industriel et la rupture d'un barrage, et à un risque particulier : le risque de radon. Un site publié par le BRGM permet d'évaluer simplement et rapidement les risques d'un bien localisé soit par son adresse soit par le numéro de sa parcelle.

#### Risques naturels
Certaines parties du territoire communal sont susceptibles d’être affectées par le risque d’inondation par débordement de cours d'eau, notamment le Rieu Sec et la Dure. La commune a été reconnue en état de catastrophe naturelle au titre des dommages causés par les inondations et coulées de boue survenues en 1982, 1992, 1999, 2009 et 2018,.

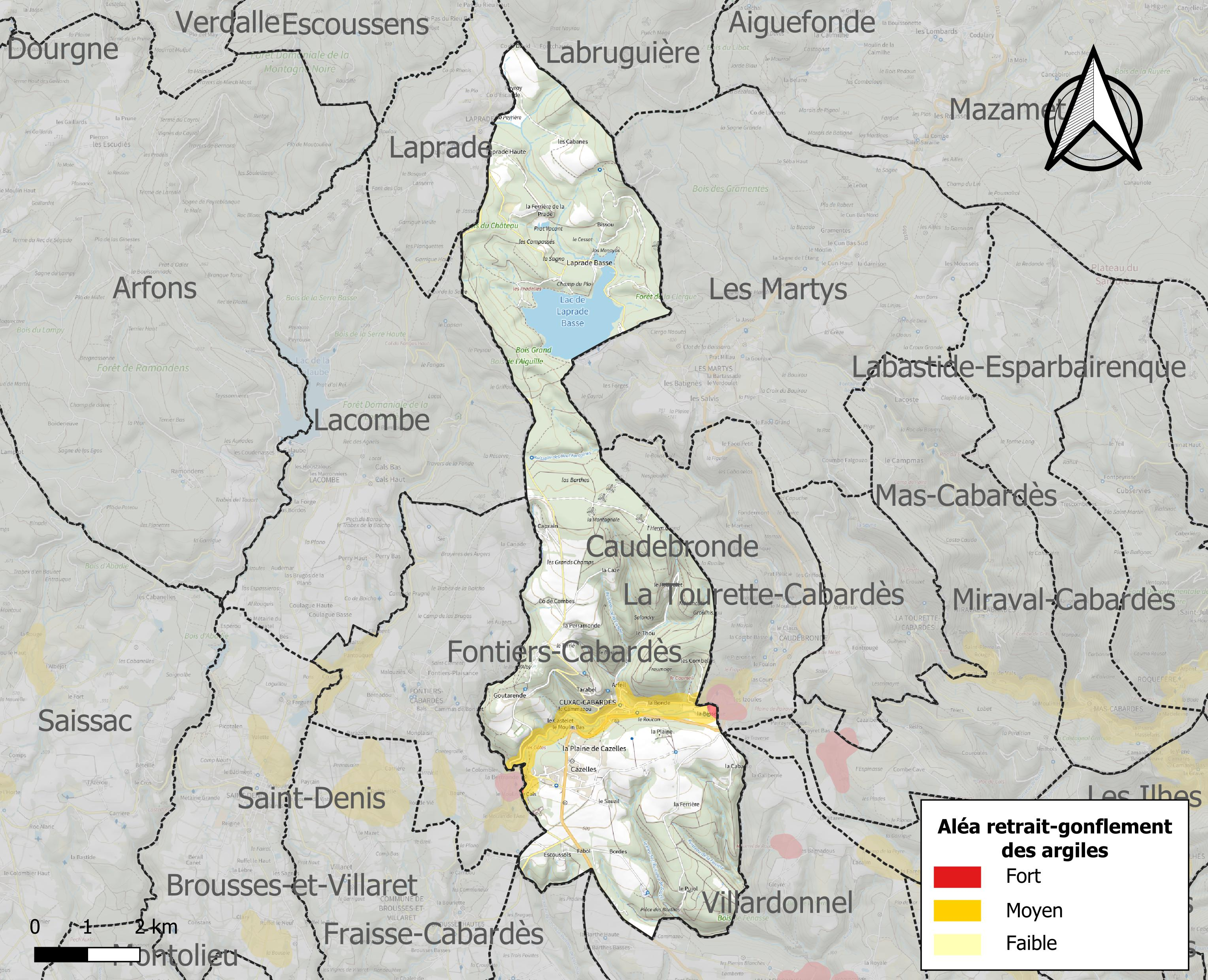
Carte des zones d'aléa retrait-gonflement des sols argileux de Cuxac-Cabardès.

Le retrait-gonflement des sols argileux est susceptible d'engendrer des dommages importants aux bâtiments en cas d’alternance de périodes de sécheresse et de pluie. 4,1 % de la superficie communale est en aléa moyen ou fort (75,2 % au niveau départemental et 48,5 % au niveau national). Sur les 498 bâtiments dénombrés sur la commune en 2019, 186 sont en aléa moyen ou fort, soit 37 %, à comparer aux 94 % au niveau départemental et 54 % au niveau national. Une cartographie de l'exposition du territoire national au retrait gonflement des sols argileux est disponible sur le site du BRGM,.

#### Risques technologiques
La commune est exposée au risque industriel du fait de la présence sur son territoire d'une entreprise soumise à la directive européenne SEVESO.
Le risque de transport de matières dangereuses sur la commune est lié à sa traversée par une route à fort trafic. Un accident se produisant sur une telle infrastructure est en effet susceptible d’avoir des effets graves au bâti ou aux personnes jusqu’à 350 m, selon la nature du matériau transporté. Des dispositions d’urbanisme peuvent être préconisées en conséquence.
La commune est en outre située en aval du barrage de Laprade, de classe A, mis en eau en 1984, d’une hauteur de 30,9 mètres et retenant un volume de 8,8 millions de mètres cubes. À ce titre elle est susceptible d’être touchée par l’onde de submersion consécutive à la rupture de cet ouvrage.

#### Risque particulier
Dans plusieurs parties du territoire national, le radon, accumulé dans certains logements ou autres locaux, peut constituer une source significative d’exposition de la population aux rayonnements ionisants. Certaines communes du département sont concernées par le risque radon à un niveau plus ou moins élevé. Selon la classification de 2018, la commune de Cuxac-Cabardès est classée en zone 3, à savoir zone à potentiel radon significatif.

## Histoire
Sainte Cécile sur la Dure (828), devient ensuite Villa de Sainte-Cécile (950), puis Sainte-Cécile de Cucciaco (1249), avant de prendre son nom actuel. Cuxac a vécu son époque la plus mouvementée lors des guerres de religion (de 1563 à 1595), où elle fut, tour à tour, prise et reprise par les huguenots venus du Tarn et les troupes royales.
Le château féodal, l'un des plus forts remparts de la montagne, était édifié autour de la place actuelle et fut démoli sous le règne de Louis XIV, en 1711. Aujourd'hui seule subsiste une petite tour.

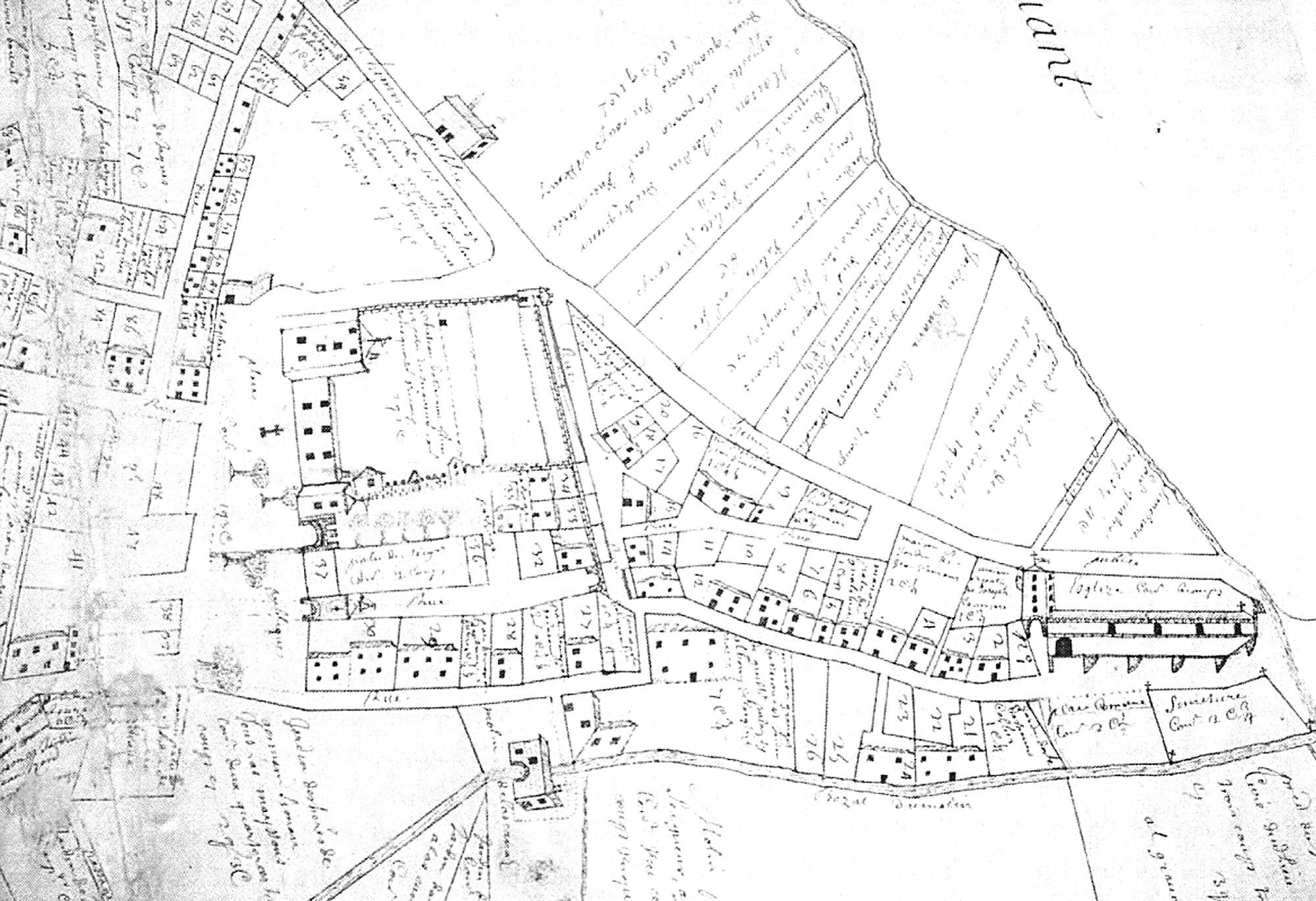
Compoix (1686 ?)

L'église Sainte-Cécile, édifice gothique ogival, date pour une grande partie du XIVe siècle. Mais elle a subi différentes transformations au cours des siècles. Elle est formée d'une abside circulaire à cinq pans et d'une nef à quatre travées, flanquées de six chapelles. La voûte a été refaite en 1854-1855 avec nervures et arcs d'ogives. L'imposant clocher au nord-ouest de l'église est épaulé de deux contreforts et comporte une élégante et très originale échauguette.
La manufacture royale de la Bonde, fut créée sous Colbert et fabriquait des étoffes de qualité sous la dénomination "Draps de la Montagne".
"An 1680. Il y a à Cuxac une manufacture de draps qui y fut établie par Castanier d'Auriac. On y fabrique des draps fins pour le levant. Il y a une teinturerie, un moulin à foulon et tous les ateliers nécessaires à cette fabrication"(Mahul).
Les bâtiments du haut contenaient l'habitation et divers ateliers (outils à carder, dévidoirs, machines à tisser) où l'eau n'était pas nécessaire, celui du bas (au-dessous de la route), la savonnerie, la teinture et le foulon.
La fabrique de Bertrande (actuel collège public) était à l'origine un moulin à grain, transformé en 1746 en manufacture de papier et de carton (celui-ci servait aux manufactures de draps voisines). L'entreprise comportera ensuite un atelier d'effilochage et de tissage de la laine. La cartonnerie sera arrêtée en 1882. La filature continuera à fonctionner quelques années après la fin de la Grande Guerre.
De nos jours, outre le centre historique où l'on trouve la mairie, l'école, les commerces, le village comprend deux hameaux :
- Le hameau de Cazelles qui dépendait de la commune de Villardonnel jusqu'à son rattachement à la Révolution à celle de Cuxac.
- Le hameau de Laprade-Basse qui fut acquis en 1715 par le seigneur Castanier d'Auriac, en même temps que la seigneurie de Cuxac.

## Politique et administration

### Découpage territorial
La commune de Cuxac-Cabardès est membre de la communauté de communes de la Montagne noire, un établissement public de coopération intercommunale (EPCI) à fiscalité propre créé le 1er janvier 2014 dont le siège est à Les Ilhes. Ce dernier est par ailleurs membre d'autres groupements intercommunaux.
Sur le plan administratif, elle est rattachée à l'arrondissement de Carcassonne, au département de l'Aude, en tant que circonscription administrative de l'État, et à la région Occitanie.
Sur le plan électoral, elle dépend du canton de la Malepère à la Montagne Noire pour l'élection des conseillers départementaux, depuis le redécoupage cantonal de 2014 entré en vigueur en 2015, et de la troisième circonscription de l'Aude  pour les élections législatives, depuis le redécoupage électoral de 1986.

### Liste des maires
| Période                                  | Période  | Identité             | Étiquette                  | Qualité |
| ---------------------------------------- | -------- | -------------------- | -------------------------- | --- |
| 1902                                     | 1911     | Achille Crouzet      | Socialiste Indépendant     | Docteur, Conseiller général du canton de Saissac (1904→1919) |
| 1912                                     | 1952     | Charles Rives        |                            | Agriculteur, Conseiller général du canton de Saissac (1919 →1940) puis (1945 →1953) |
| 1953                                     | 1974     | Antoine Courrière    | SFIO puis Parti socialiste | Notaire, Sénateur (1959→1974), Conseiller général du canton de Mas-Cabardès (1945 →1974) |
| 1974                                     | 2006     | Raymond Courrière    | PS                         | Notaire, Fils de Antoine Courrière Sénateur (1974→1981) puis (1986→2006), Secrétaire d'État (1981→1986), Conseiller général du canton d'Alzonne (1967 →1998), Chevalier de la Légion d'honneur |
| 2006                                     | 2014     | Jean-Claude Béteille |                            | Enseignant, Président de la Communauté de communes du Cabardès Montagne Noire (2008 →2013) |
| 2014                                     | en cours | Paul Griffe          | PS                         | Conseiller départemental du Canton de la Malepère à la Montagne Noire depuis 2021, Vice président de la Communauté de communes de la Montagne Noire                                            |
| Les données manquantes sont à compléter. |          |                      |                            | |

## Population et société

### Démographie
L'évolution du nombre d'habitants est connue à travers les recensements de la population effectués dans la commune depuis 1793. Pour les communes de moins de 10 000 habitants, une enquête de recensement portant sur toute la population est réalisée tous les cinq ans, les populations de référence des années intermédiaires étant quant à elles estimées par interpolation ou extrapolation. Pour la commune, le premier recensement exhaustif entrant dans le cadre du nouveau dispositif a été réalisé en 2006.

En 2022, la commune comptait 953 habitants, en évolution de +4,84 % par rapport à 2016 (Aude : +2,65 %, France hors Mayotte : +2,11 %).
| 1793 | 1800  | 1806  | 1821  | 1831  | 1836  | 1841  | 1846  | 1851  |
| ---- | ----- | ----- | ----- | ----- | ----- | ----- | ----- | ----- |
| 938  | 1 002 | 1 056 | 1 013 | 1 099 | 1 073 | 1 188 | 1 114 | 1 108 |

| 1856 | 1861 | 1866 | 1872 | 1876 | 1881 | 1886 | 1891 | 1896 |
| ---- | ---- | ---- | ---- | ---- | ---- | ---- | ---- | ---- |
| 996  | 967  | 972  | 955  | 945  | 932  | 921  | 905  | 869  |

| 1901 | 1906 | 1911 | 1921 | 1926 | 1931 | 1936 | 1946 | 1954 |
| ---- | ---- | ---- | ---- | ---- | ---- | ---- | ---- | ---- |
| 799  | 799  | 790  | 640  | 784  | 608  | 626  | 542  | 637  |

| 1962 | 1968 | 1975 | 1982 | 1990 | 1999 | 2006 | 2011 | 2016 |
| ---- | ---- | ---- | ---- | ---- | ---- | ---- | ---- | ---- |
| 674  | 669  | 689  | 695  | 724  | 854  | 907  | 894  | 909  |

| 2021 | 2022 | - | - | - | - | - | - | - |
| ---- | ---- | - | - | - | - | - | - | - |
| 935  | 953  | - | - | - | - | - | - | - |

### Enseignement
La commune de Cuxac-Cabardès possède une école élémentaire et maternelle, un collège installé sur le site de Bertrande et une crèche.
- L'école comprenant deux classes était installée sur la place du village depuis sa construction au XIXe siècle jusqu'en 2001 où elle sera transférée dans un nouveau bâtiment construit à l'entrée est de la commune sur le site d'anciens jardins. La nouvelle école vaste et fonctionnelle regroupe les classes élémentaires et la classe maternelle autour d'une salle d'évolutions. Un restaurant scolaire, deux cours de récréation, un terrain de sport, un espace de jardinage entourent les bâtiments. Les élèves sont issus de Cuxac et Caudebronde dans le cadre d'un regroupement pédagogique qui à permis de conserver l'école de Caudebronde. Elle a été inaugurée en 2001 par le maire Raymond Courrière et sera baptisée de son nom en 2008.
- Le collège  est créé au milieu des années soixante dans les bâtiments de la colonie de vacances Georges Lapierre fondée par Les Pupilles de l'Enseignement Public de l'Aude à la place d'une ancienne manufacture. Il porte le nom de son fondateur Antoine Courrière alors maire de Cuxac, sénateur de l'Aude et président du groupe socialiste au Sénat. À la rentrée 2024 le collège compte 328 élèves répartis en 13 divisions, il possède un des rares internats de l'Aude et se distingue par son installation en pleine nature et ses sections équitation, VTT et moto tout terrain. Une partie des locaux se trouve sur la commune de Fontiers-Cabardès.
- La crèche intercommunale a été inaugurée en décembre 2004, lancée à l'initiative du maire Raymond Courrière elle est créée par un syndicat composé de 8 communes, Brousses et Villaret, Caudebronde, Cuxac-Cabardès, Fontiers-Cabardès, Laprade, Les Martys, Saint-Denis, Villardonnel et présidé par Jean-Claude Béteille adjoint au maire de Cuxac. La gestion de l'établissement est assurée par l'association de parents "Collin Colline" jusqu'en 2012 où la crèche sera prise en charge par la Communauté de communes du Cabardès Montagne Noire.

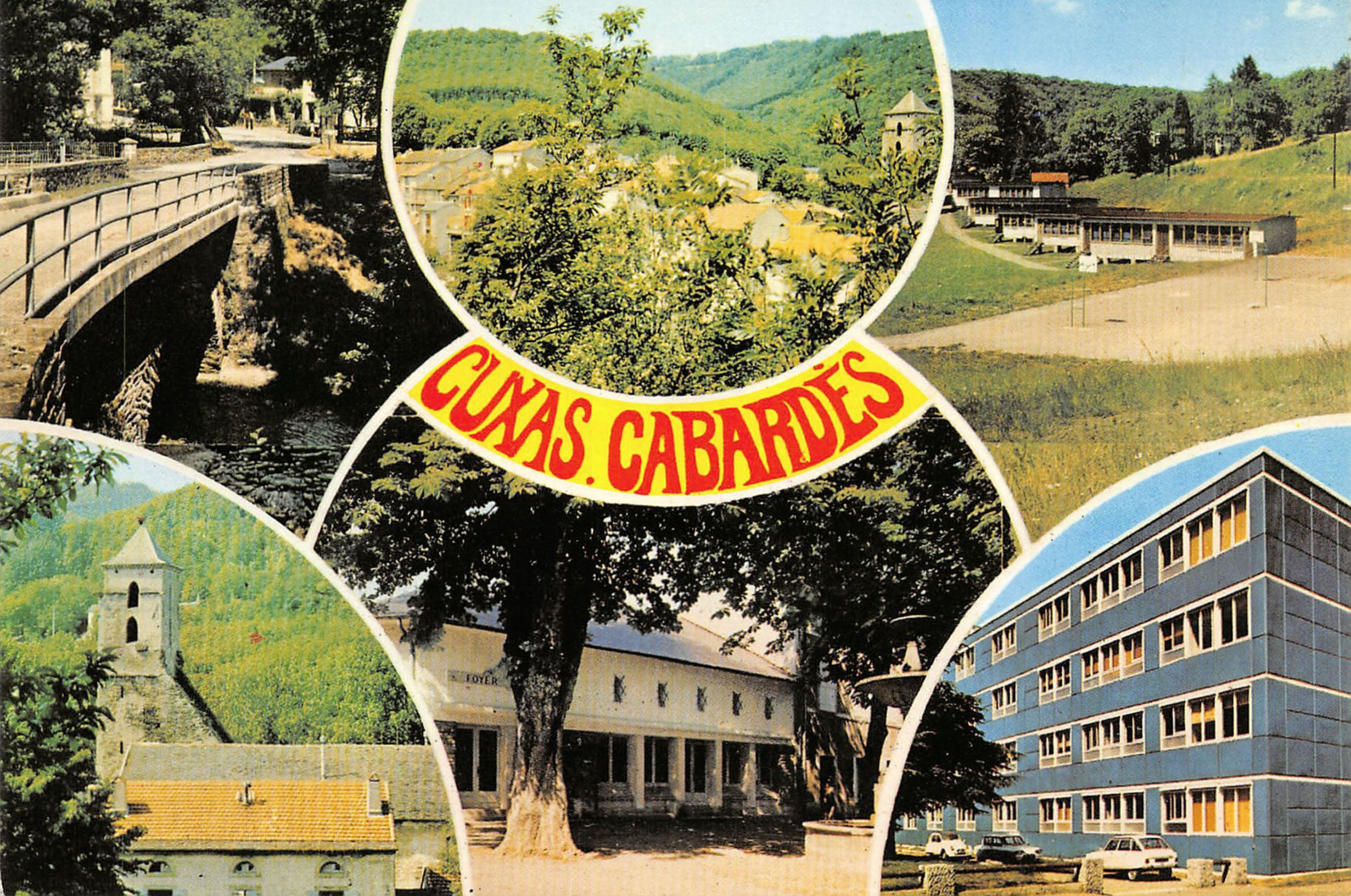
Le collège Antoine Courrière dans les années 1970.
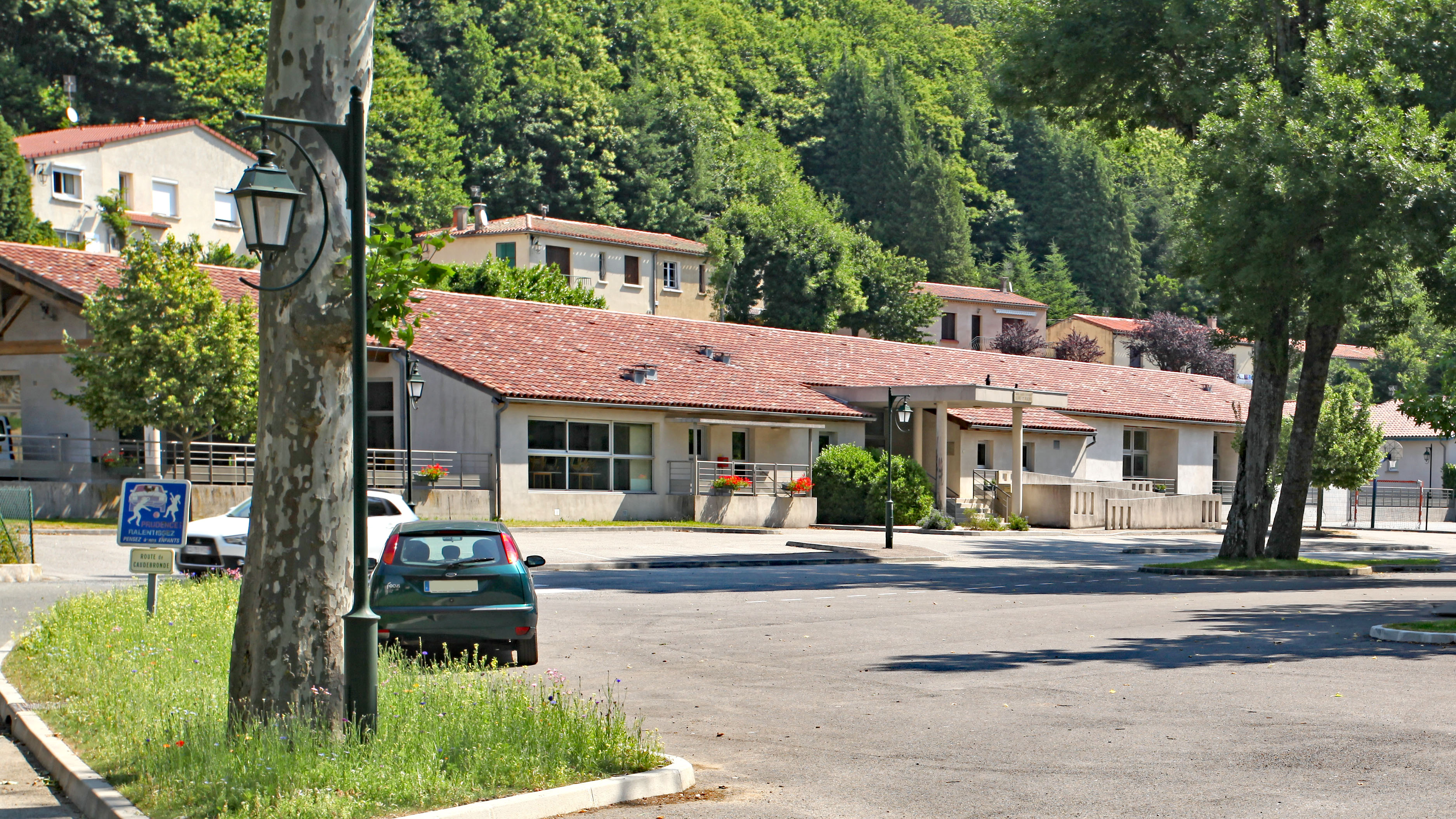
Le groupe scolaire Raymond Courrière.
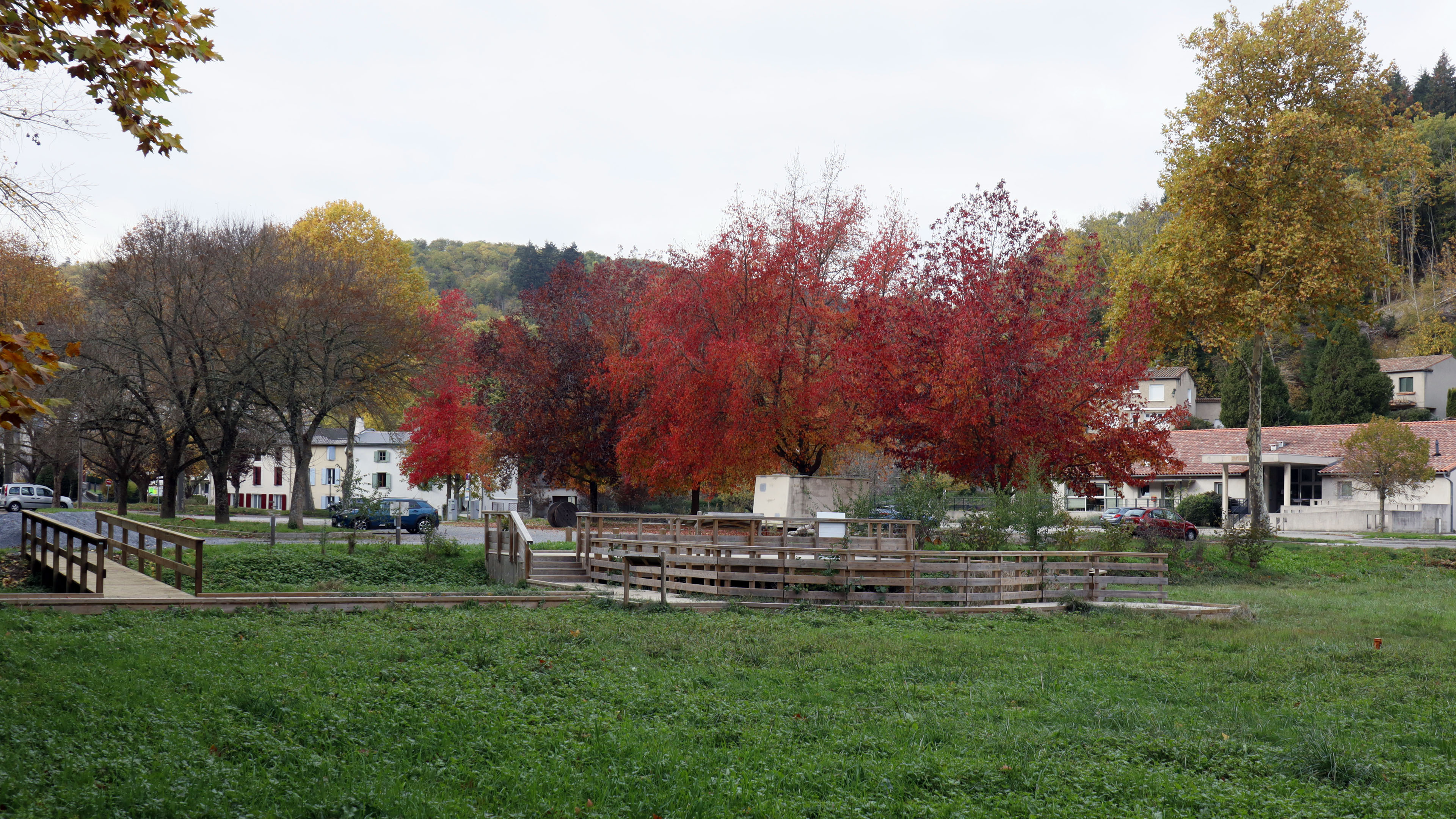
La mare pédagogique et l'école à droite.
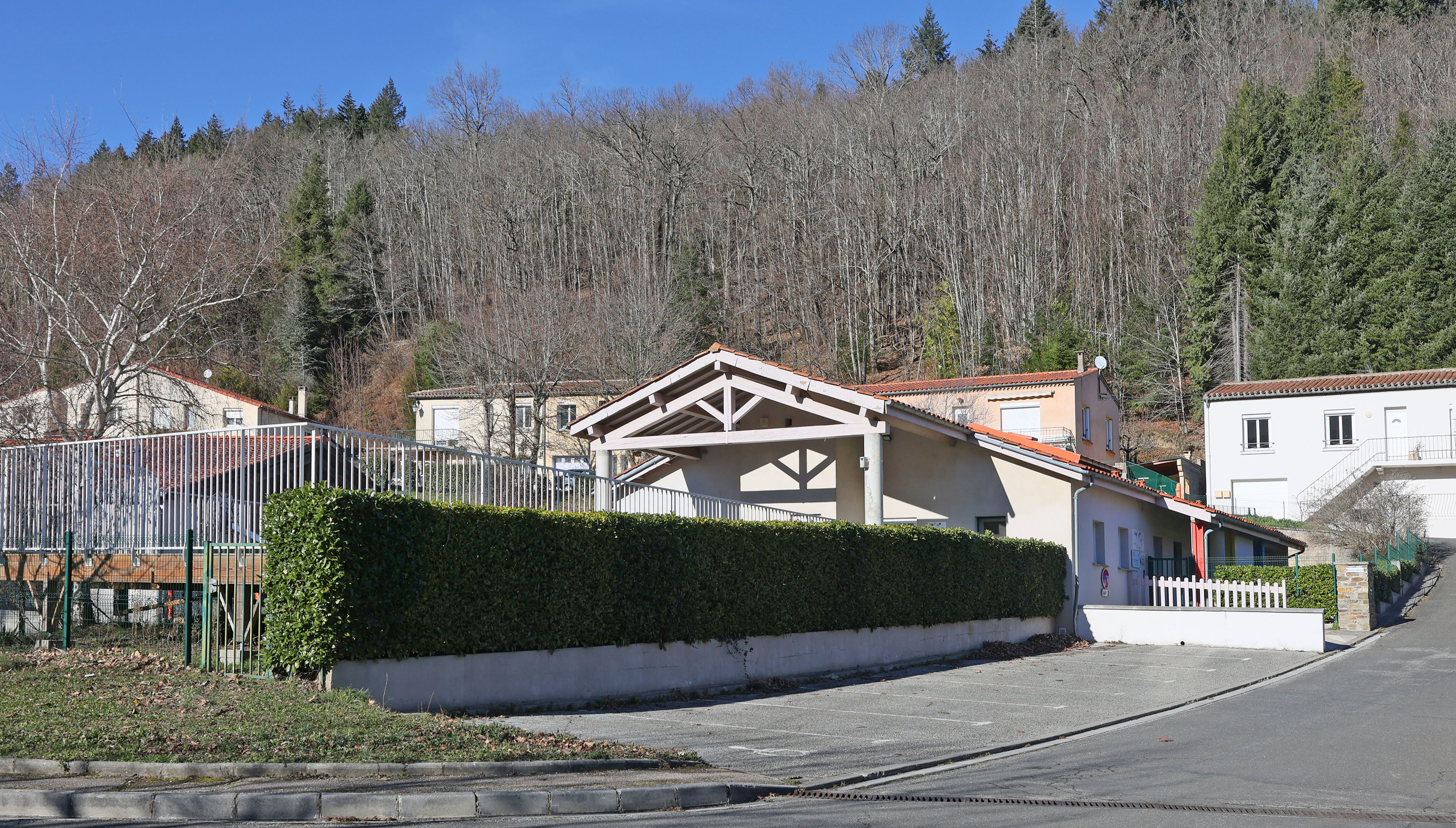
La crèche intercommunale "Collin Colline".

### Manifestations culturelles et festivités
- Pendant une dizaine d'années, le festival "Guitares à travers chants", fondé par Christian Audouy a animé les mois d'août de la Montagne Noire. Il était organisé par l'association "L'Eau Vive" qui continue à faire vivre la culture sur le territoire.

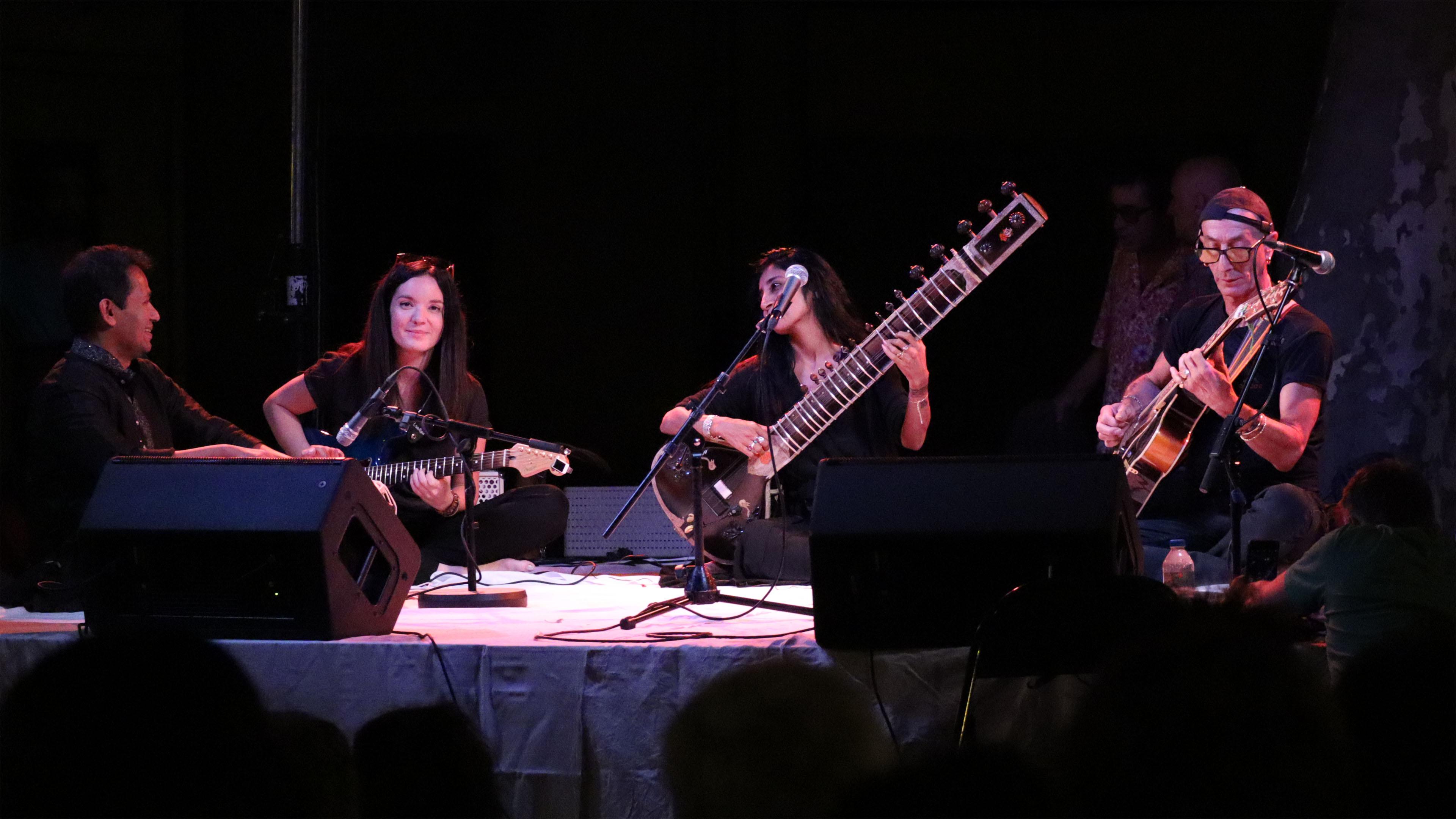
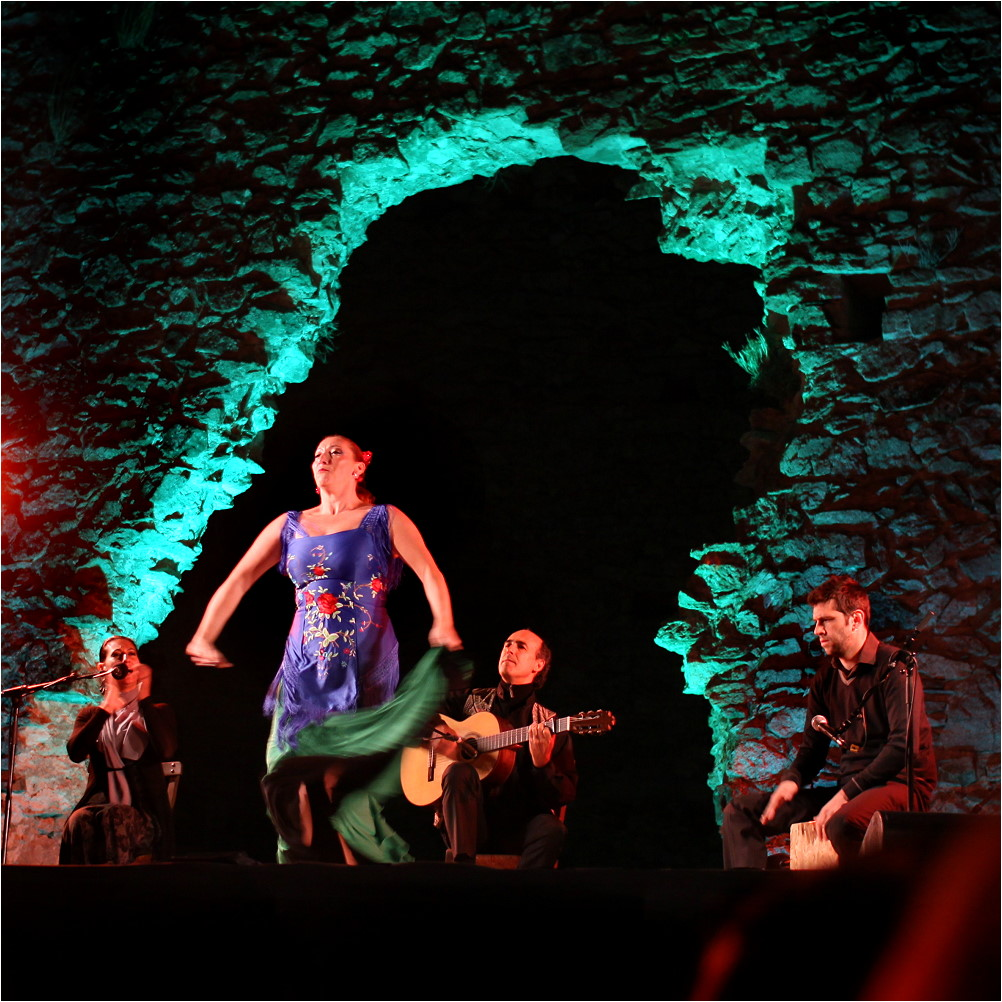
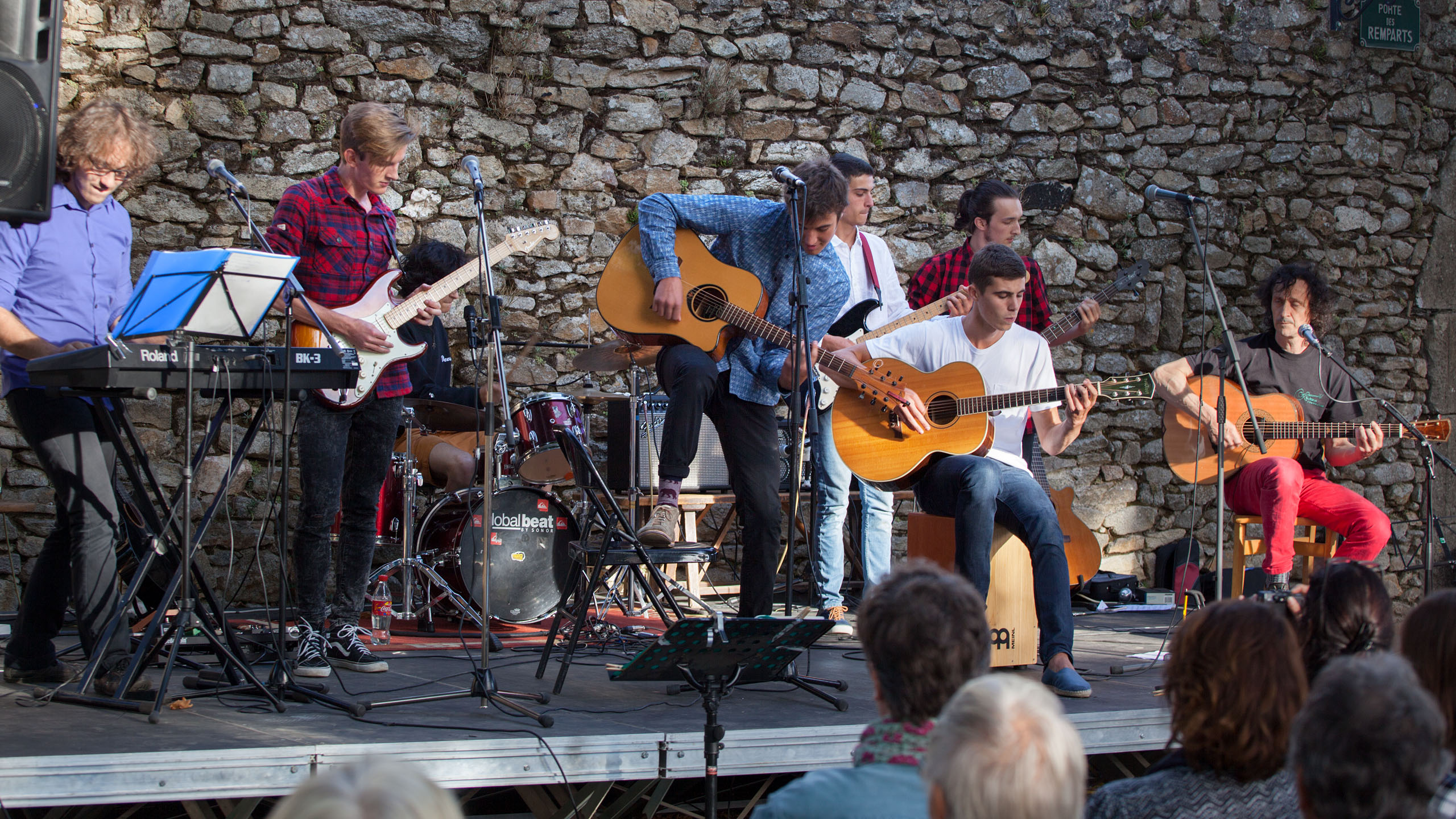
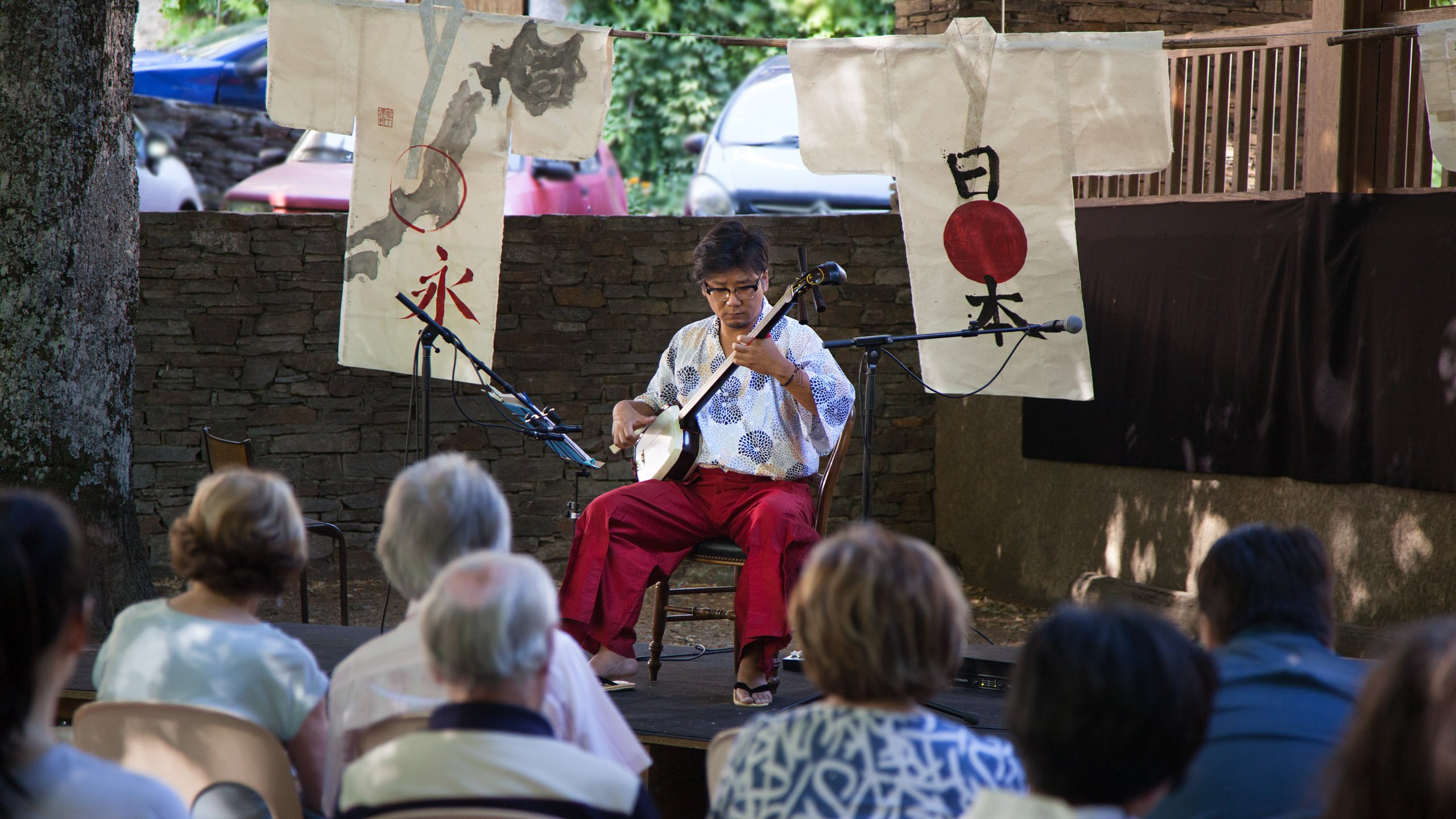

### Sports
- 14e étape du Tour de France 2007 Mazamet - Plateau de Beille. Vainqueur de l'étape Alberto Contador.
- 15e étape du Tour de France 2022 Rodez - Carcassonne. Vainqueur Jasper Philipsen.
- 15e étape du tour de France 2025 Muret - Carcassonne.

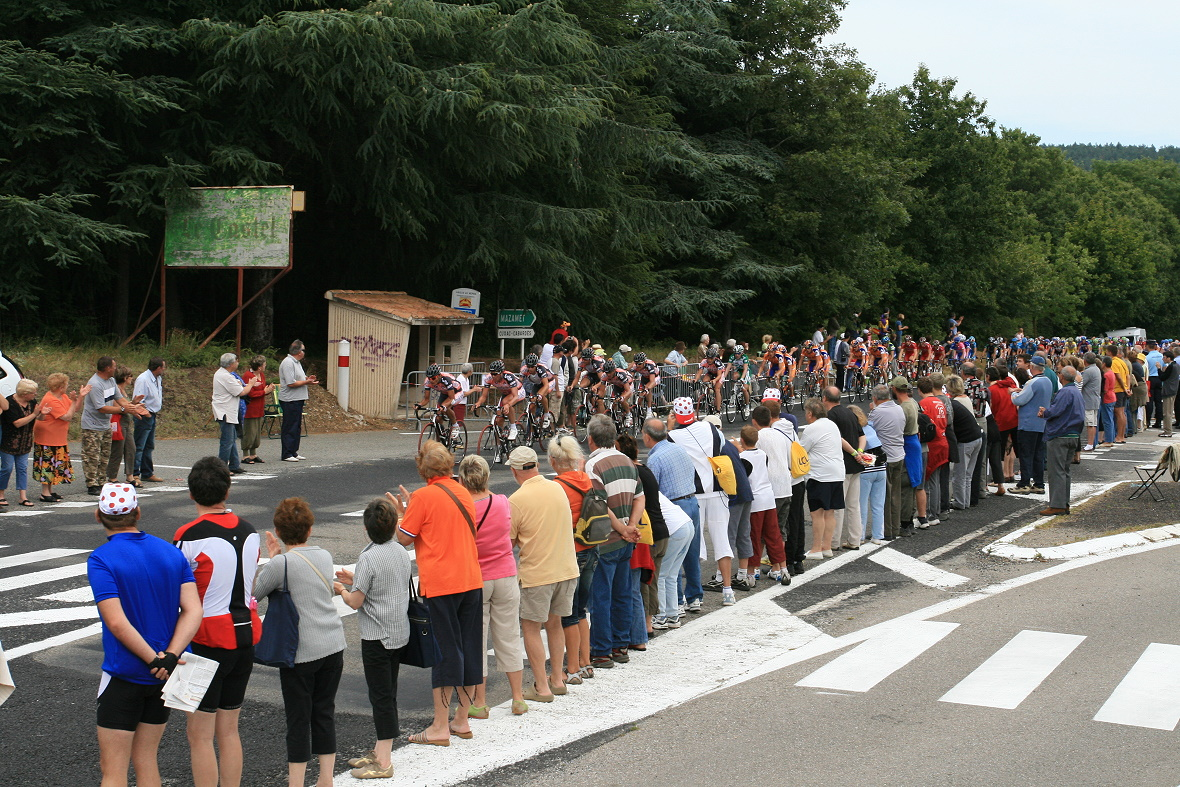
En 2007, le Tour au carrefour de Cazelles.
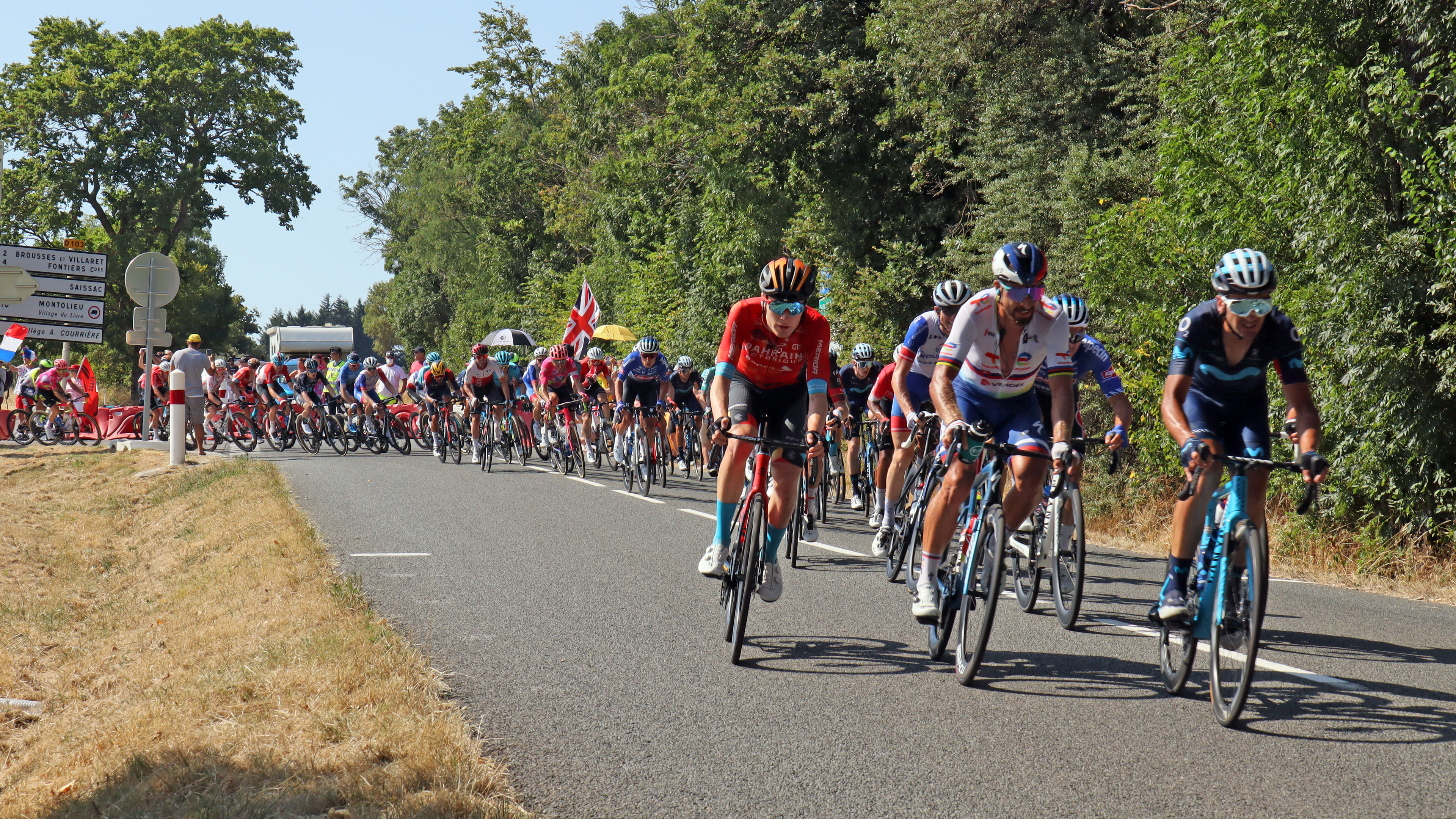
En 2022, le Tour au carrefour des Escoussols.
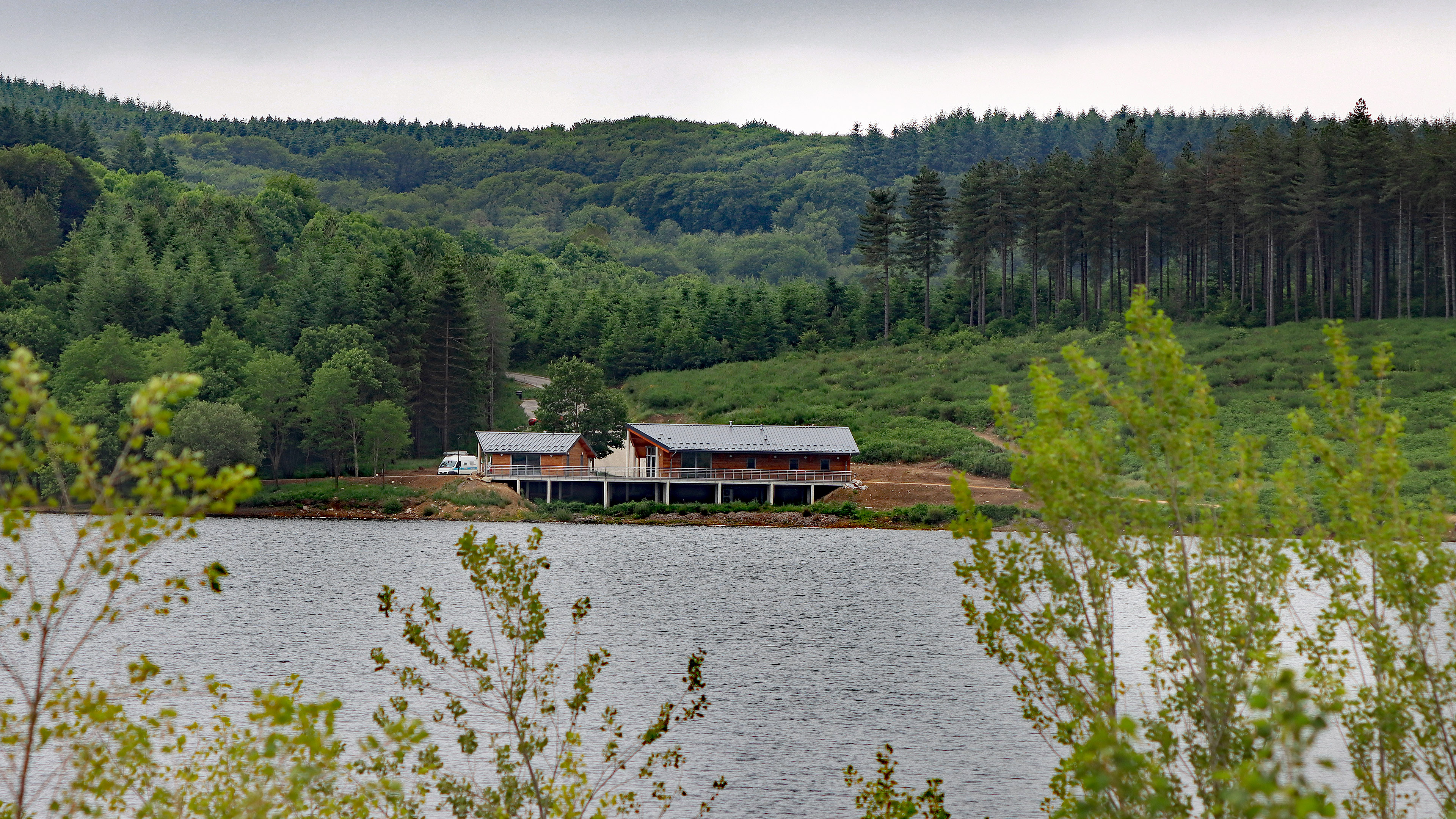
Base de loisirs de Laprade-Basse.

- Les Foulées de la Montagne Noire et la célèbre « Course Charcutière » sont organisées chaque année autour du 15 août.

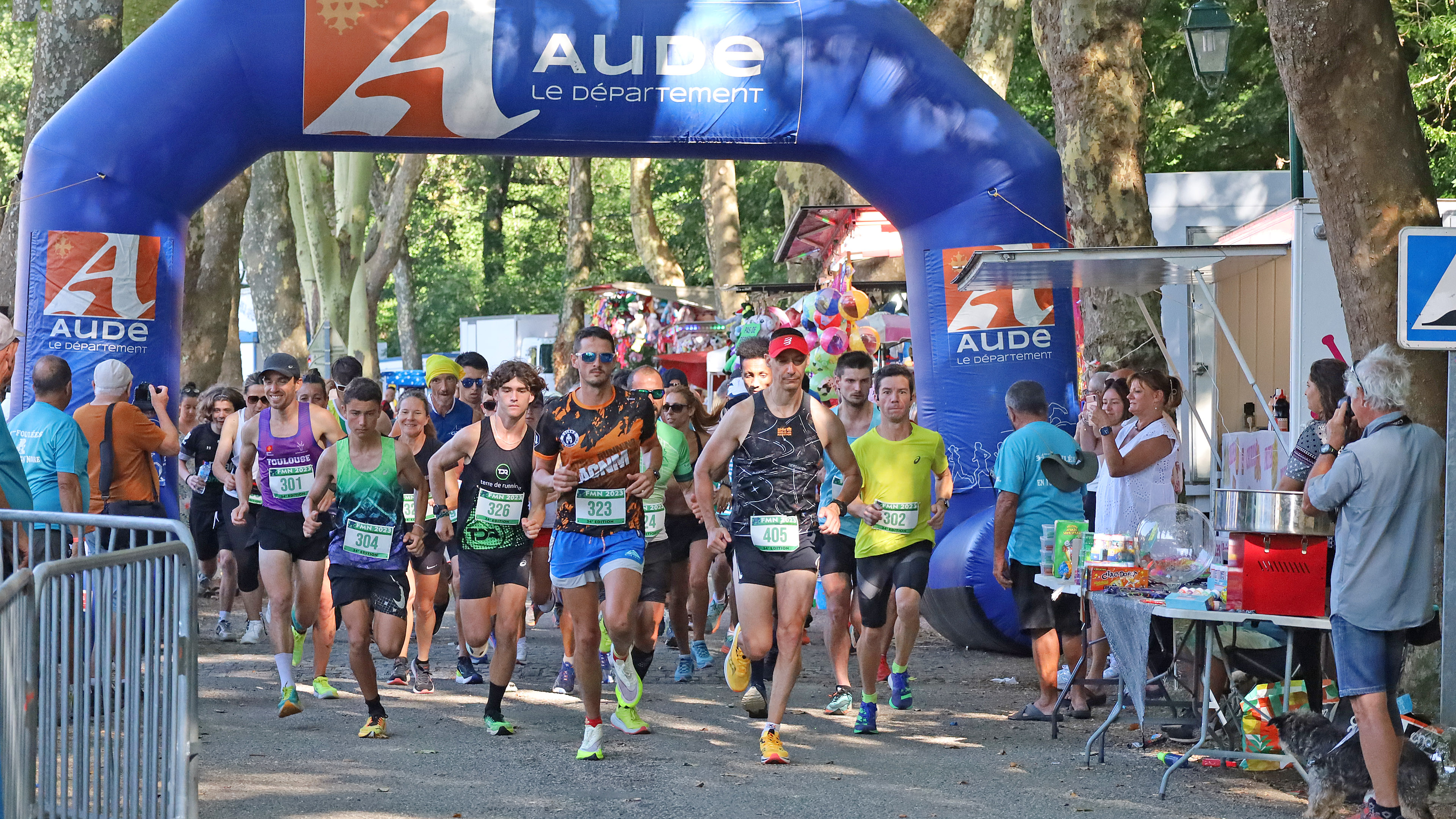
La Charcutière en 2023.
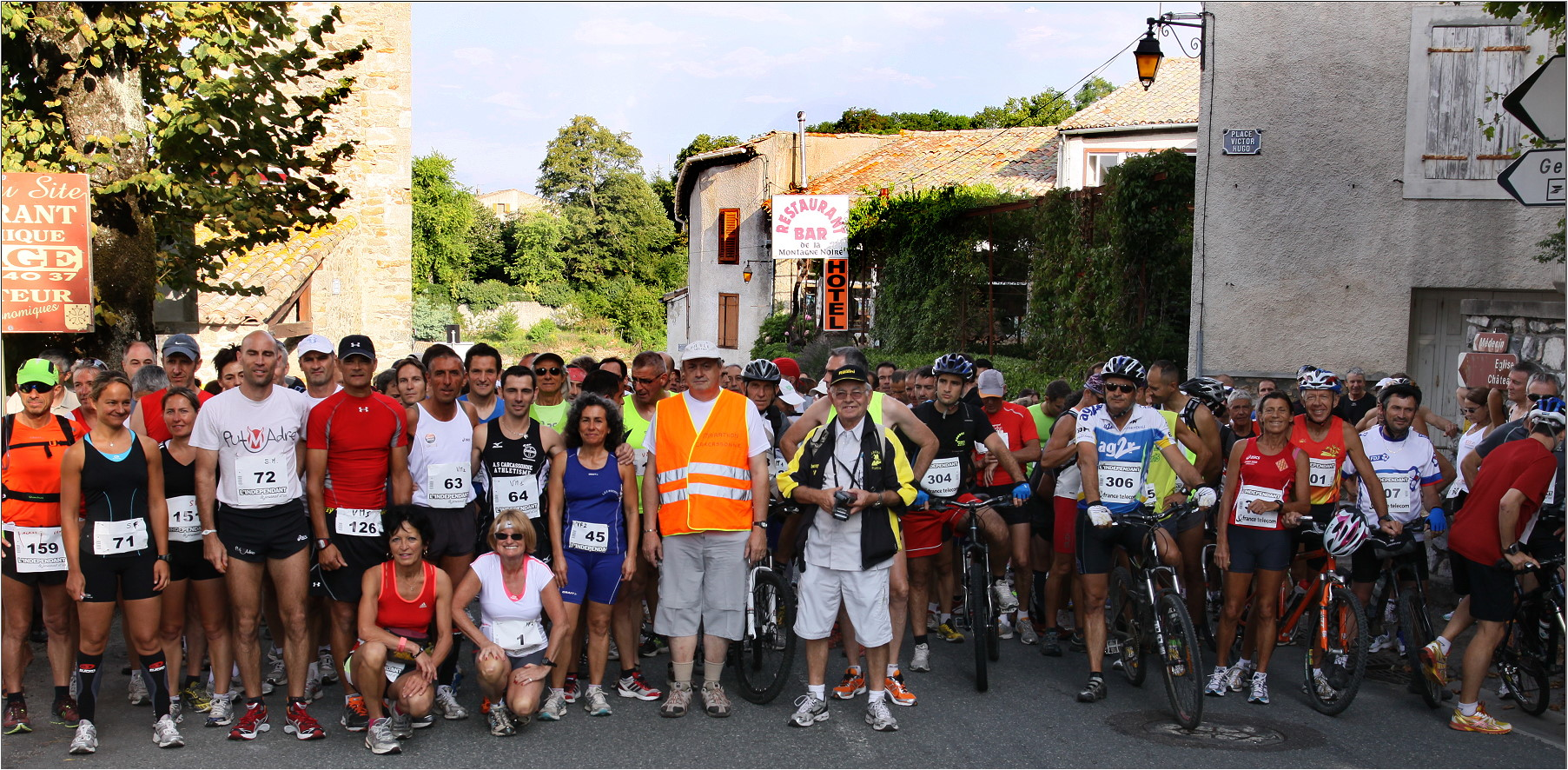
Départ de Saissac en 2011.
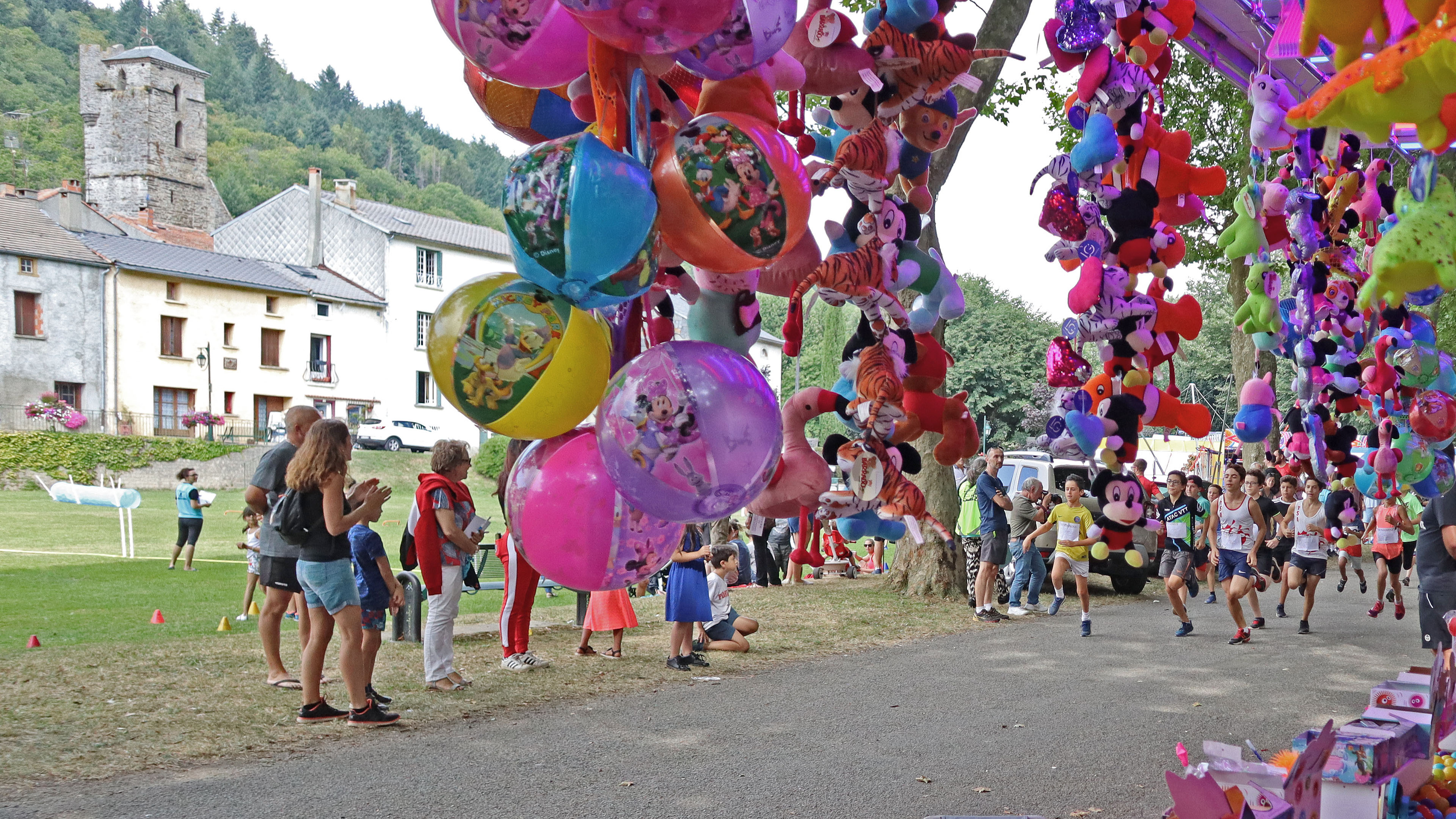
Course enfants en 2019.
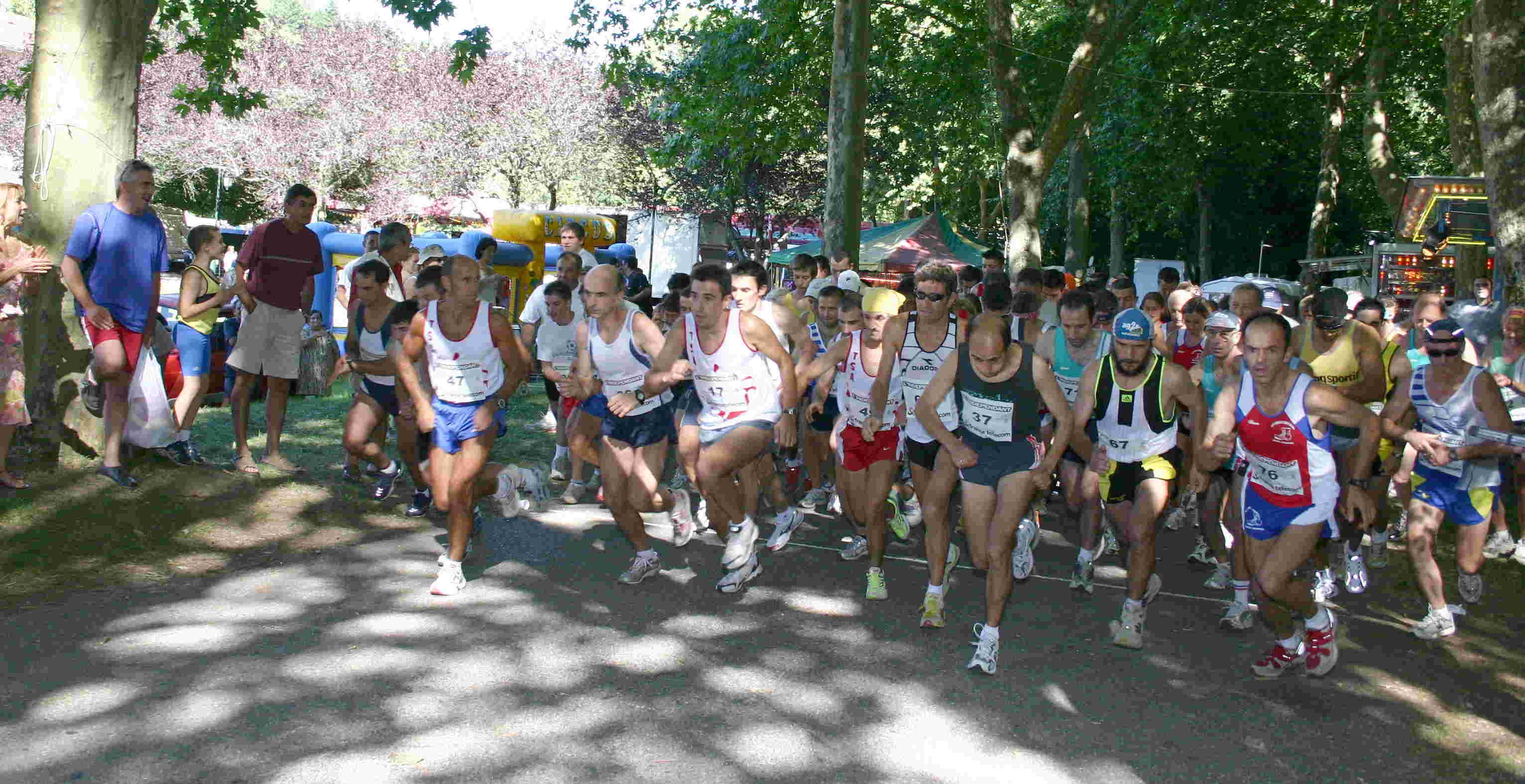
Un départ en 2004.

- Beaucoup d'activités sportives sont organisées sur la commune qui dispose de nombreux équipements: piscine, centre équestre avec manèges couverts, city stade, terrains de tennis, terrains de pétanque couverts.

## Économie

### Revenus
En 2018  (données Insee publiées en septembre 2021), la commune compte 344 ménages fiscaux, regroupant 762 personnes. La médiane du revenu disponible par unité de consommation est de 18 810 € (19 240 € dans le département).

### Emploi
| Division       | 2008   | 2013   | 2018   |
| -------------- | ------ | ------ | ------ |
| Commune        | 5,7 %  | 10 %   | 15,4 % |
| Département    | 10,2 % | 12,8 % | 12,6 % |
| France entière | 8,3 %  | 10 %   | 10 %   |

En 2018, la population âgée de 15 à 64 ans s'élève à 494 personnes, parmi lesquelles on compte 67,2 % d'actifs (51,8 % ayant un emploi et 15,4 % de chômeurs) et 32,8 % d'inactifs,. En  2018, le taux de chômage communal (au sens du recensement) des 15-64 ans est supérieur à celui du département et de la France, alors qu'en 2008 la situation était inverse.
La commune fait partie de la couronne de l'aire d'attraction de Carcassonne, du fait qu'au moins 15 % des actifs travaillent dans le pôle,. Elle compte 275 emplois en 2018, contre 307 en 2013 et 342 en 2008. Le nombre d'actifs ayant un emploi résidant dans la commune est de 260, soit un indicateur de concentration d'emploi de 105,9 % et un taux d'activité parmi les 15 ans ou plus de 44,9 %.
Sur ces 260 actifs de 15 ans ou plus ayant un emploi, 101 travaillent dans la commune, soit 39 % des habitants. Pour se rendre au travail, 82,4 % des habitants utilisent un véhicule personnel ou de fonction à quatre roues, 1,9 % les transports en commun, 8,9 % s'y rendent en deux-roues, à vélo ou à pied et 6,9 % n'ont pas besoin de transport (travail au domicile).

### Activités hors agriculture

#### Secteurs d'activités
64 établissements sont implantés  à Cuxac-Cabardès au 31 décembre 2019. Le tableau ci-dessous en détaille le nombre par secteur d'activité et compare les ratios avec ceux du département,.
| Secteur d'activité                                                                                        | Commune | Commune | Département |
| Secteur d'activité                                                                                        | Nombre  | %       | %           |
| --- | ------- | ------- | ----------- |
| Ensemble                                                                                                  | 64      |         |             |
| Industrie manufacturière, industries extractives et autres                                                | 10      | 15,6 %  | (8,8 %)     |
| Construction                                                                                              | 12      | 18,8 %  | (14 %)      |
| Commerce de gros et de détail, transports, hébergement et restauration                                    | 12      | 18,8 %  | (32,3 %)    |
| Information et communication                                                                              | 1       | 1,6 %   | (1,6 %)     |
| Activités immobilières                                                                                    | 3       | 4,7 %   | (5,2 %)     |
| Activités spécialisées, scientifiques et techniques et activités de services administratifs et de soutien | 9       | 14,1 %  | (13,3 %)    |
| Administration publique, enseignement, santé humaine et action sociale                                    | 8       | 12,5 %  | (13,2 %)    |
| Autres activités de services                                                                              | 9       | 14,1 %  | (8,8 %)     |

Le secteur du commerce de gros et de détail, des transports, de l'hébergement et de la restauration est prépondérant sur la commune puisqu'il représente 18,8 % du nombre total d'établissements de la commune (12 sur les 64 entreprises implantées  à Cuxac-Cabardès), contre 32,3 % au niveau départemental.

#### Entreprises
L'entreprise ayant son siège social sur le territoire communal qui génère le plus de chiffre d'affaires en 2020 est la Boulangerie de la Montagne Noire, boulangerie et boulangerie-pâtisserie (100 k€).

### Agriculture
|                                   | 1988 | 2000 | 2010 |
| --------------------------------- | ---- | ---- | ---- |
| Exploitations                     | 16   | 7    | 9    |
| Superficie agricole utilisée (ha) | 578  | 601  | 484  |

La commune fait partie de la petite région agricole dénommée « Montagne Noire ». En 2010, l'orientation technico-économique de l'agriculture  sur la commune est l'élevage de bovins, lait, élevage et viande combinés. Neuf exploitations agricoles ayant leur siège dans la commune sont dénombrées lors du recensement agricole de 2010 (douze en 1988). La superficie agricole utilisée est de 484 ha.

## Culture locale et patrimoine

### Lieux et monuments

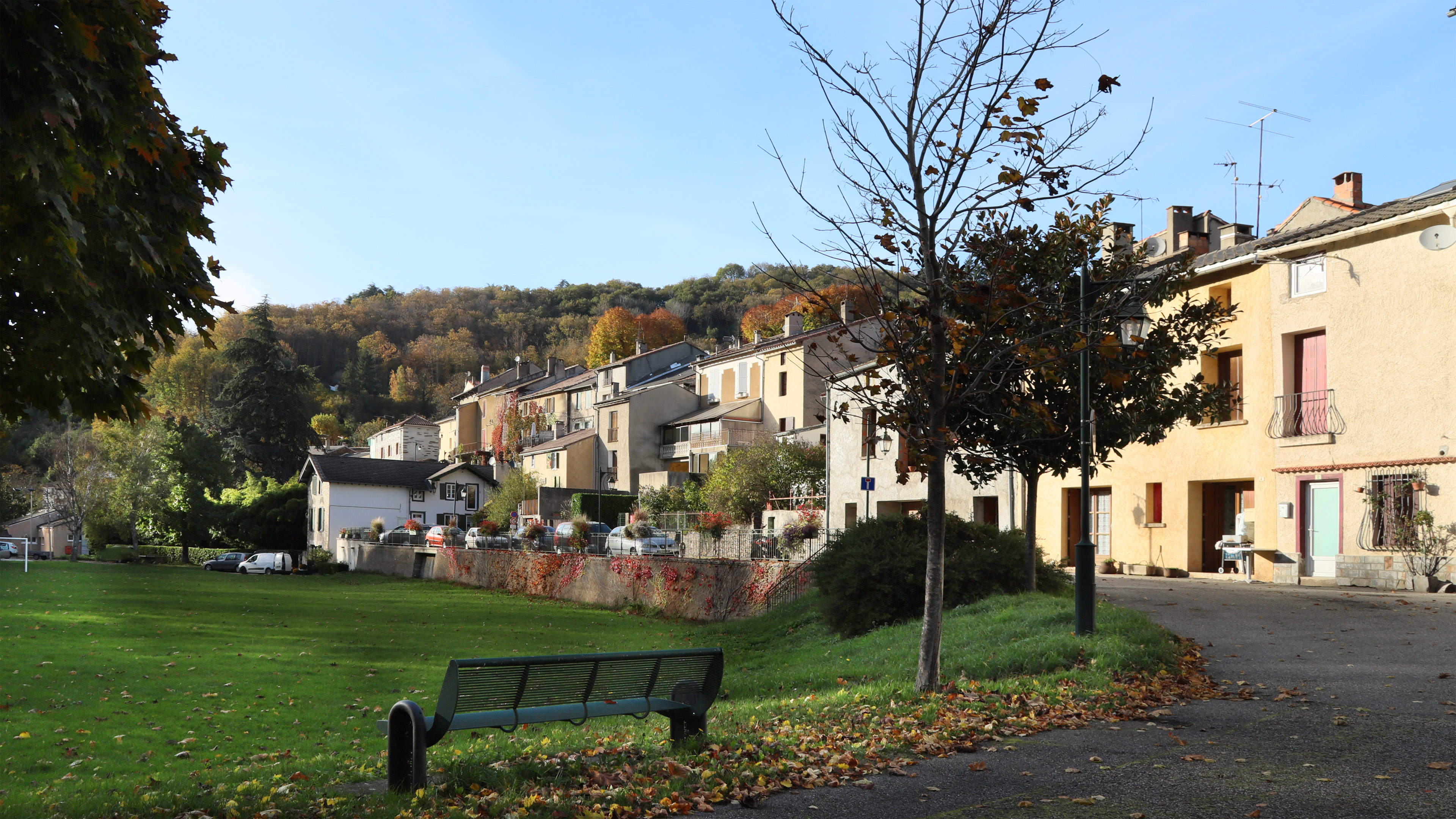
Le Païchérou.
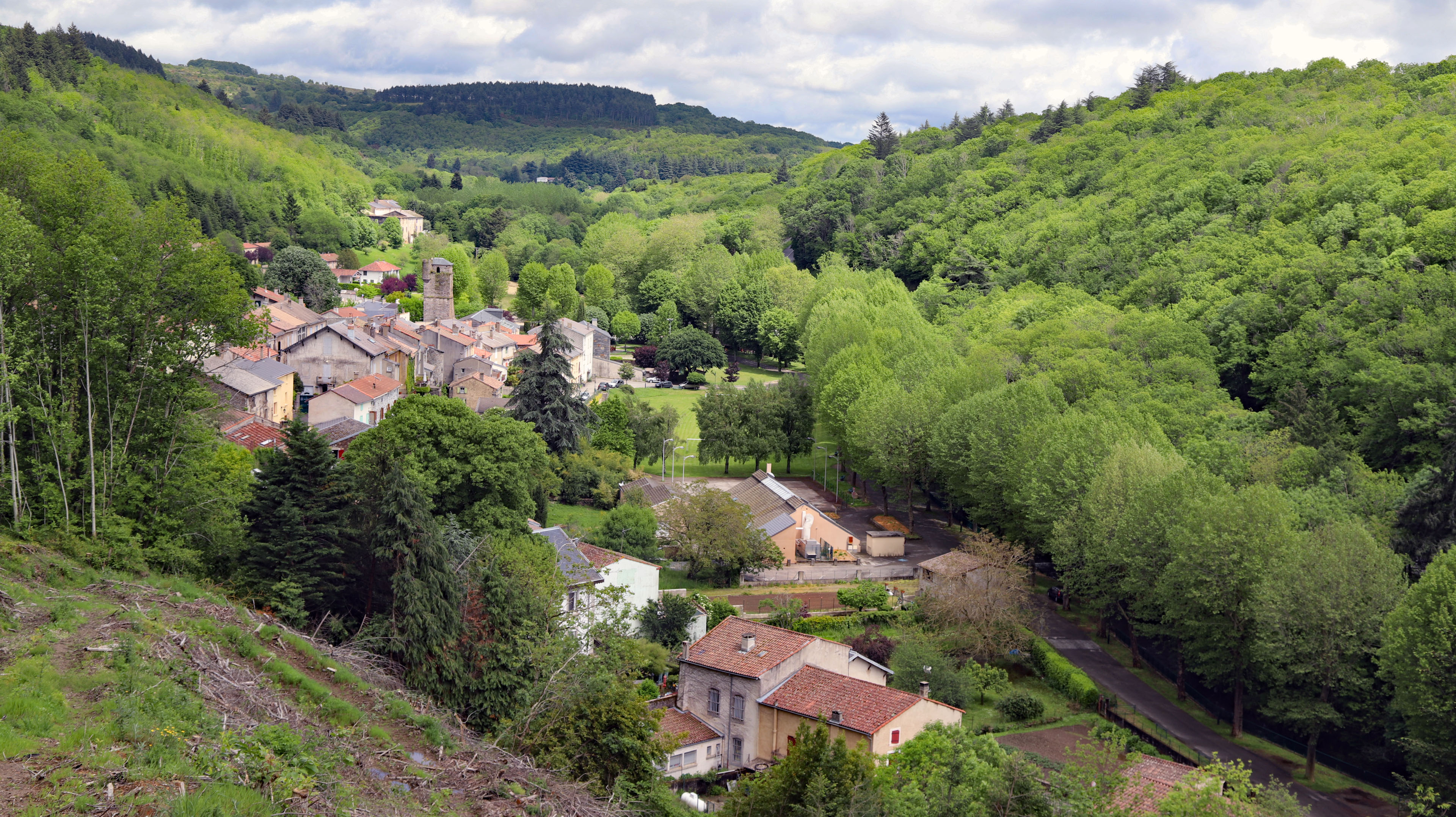
Le village en 2020.
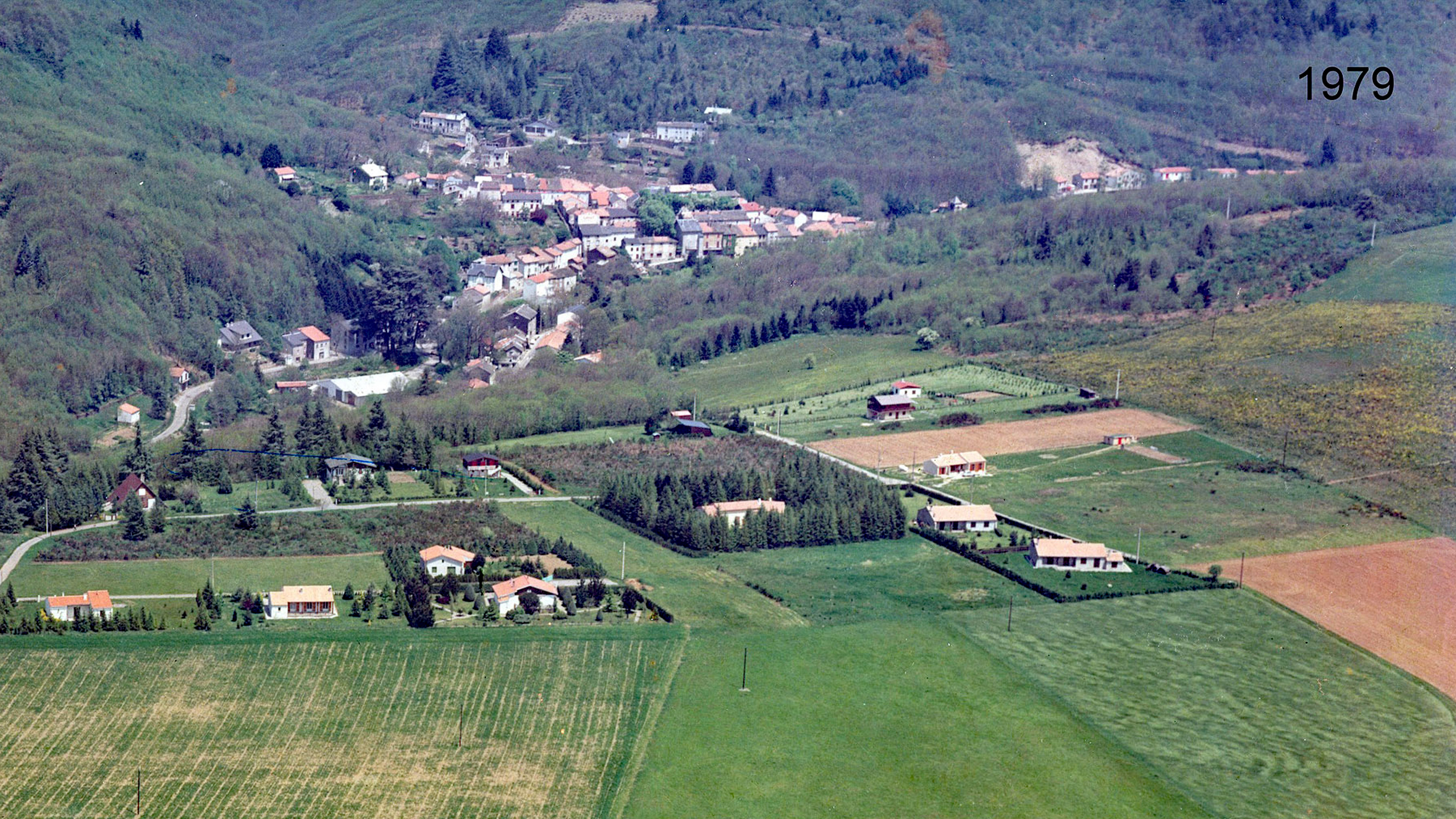
Plaine de Cazelles et Cuxac en 1979.
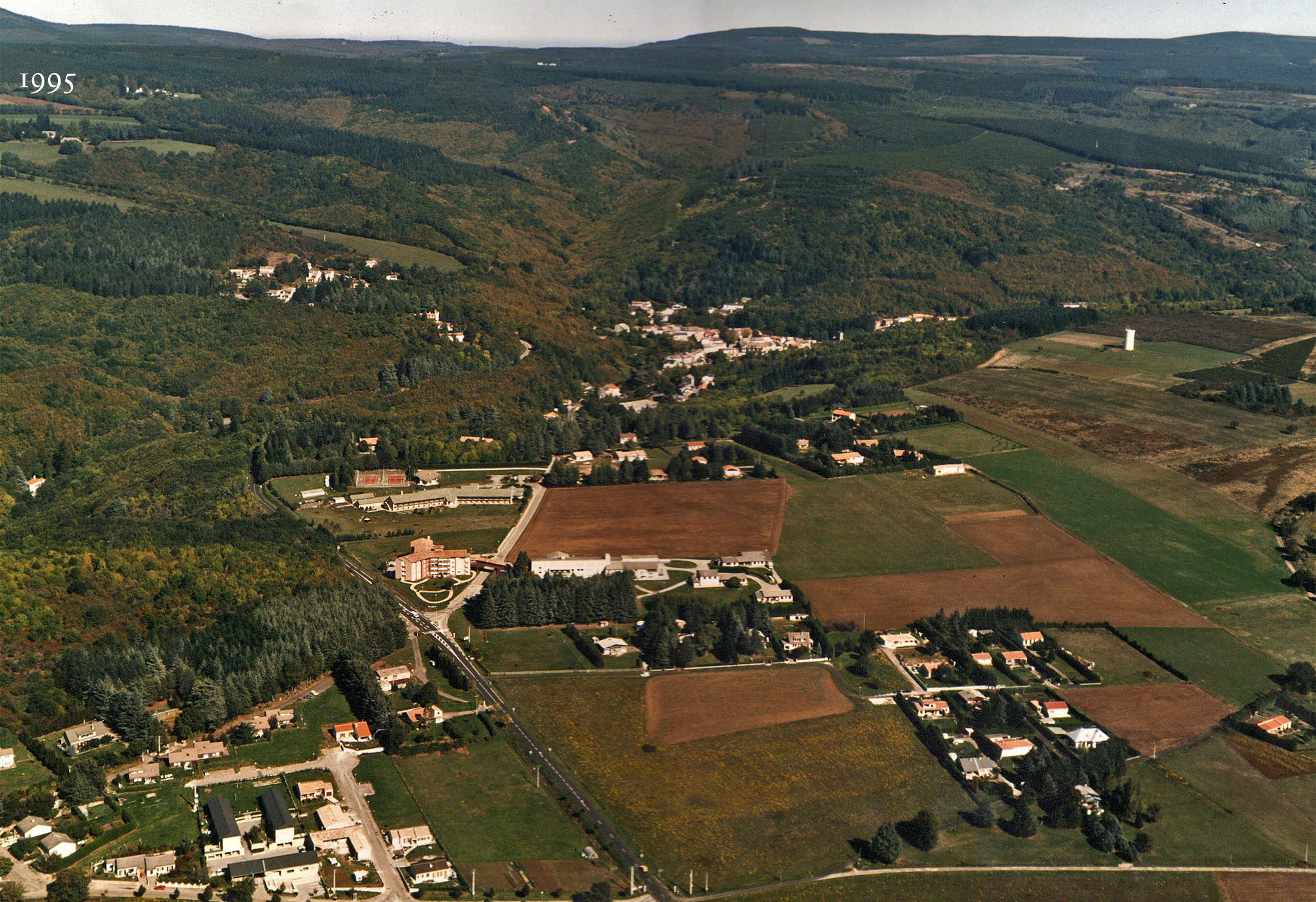
Plaine de Cazelles et Cuxac en 1995.

- Église Sainte-Cécile de Cuxac-Cabardès

Cette église date pour une grande partie du XIVe siècle. Elle se caractérise par son clocher fortifié en forme de tour carrée comportant une petite échauguette. Le clocher a été inscrit au titre des monuments historiques en 1948.
- Église Saint-Sébastien de Cazelles.

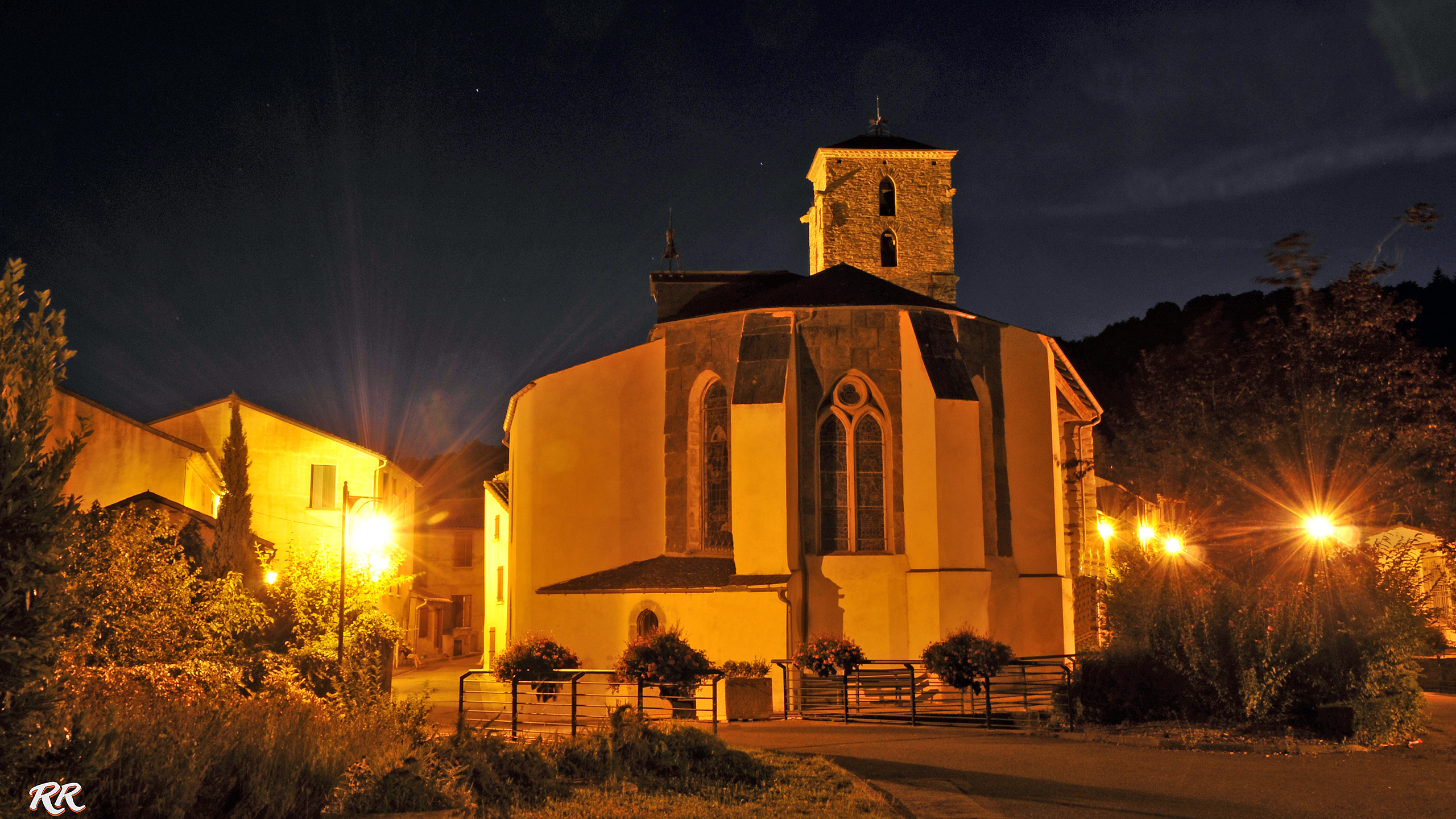
Église Sainte-Cécile.
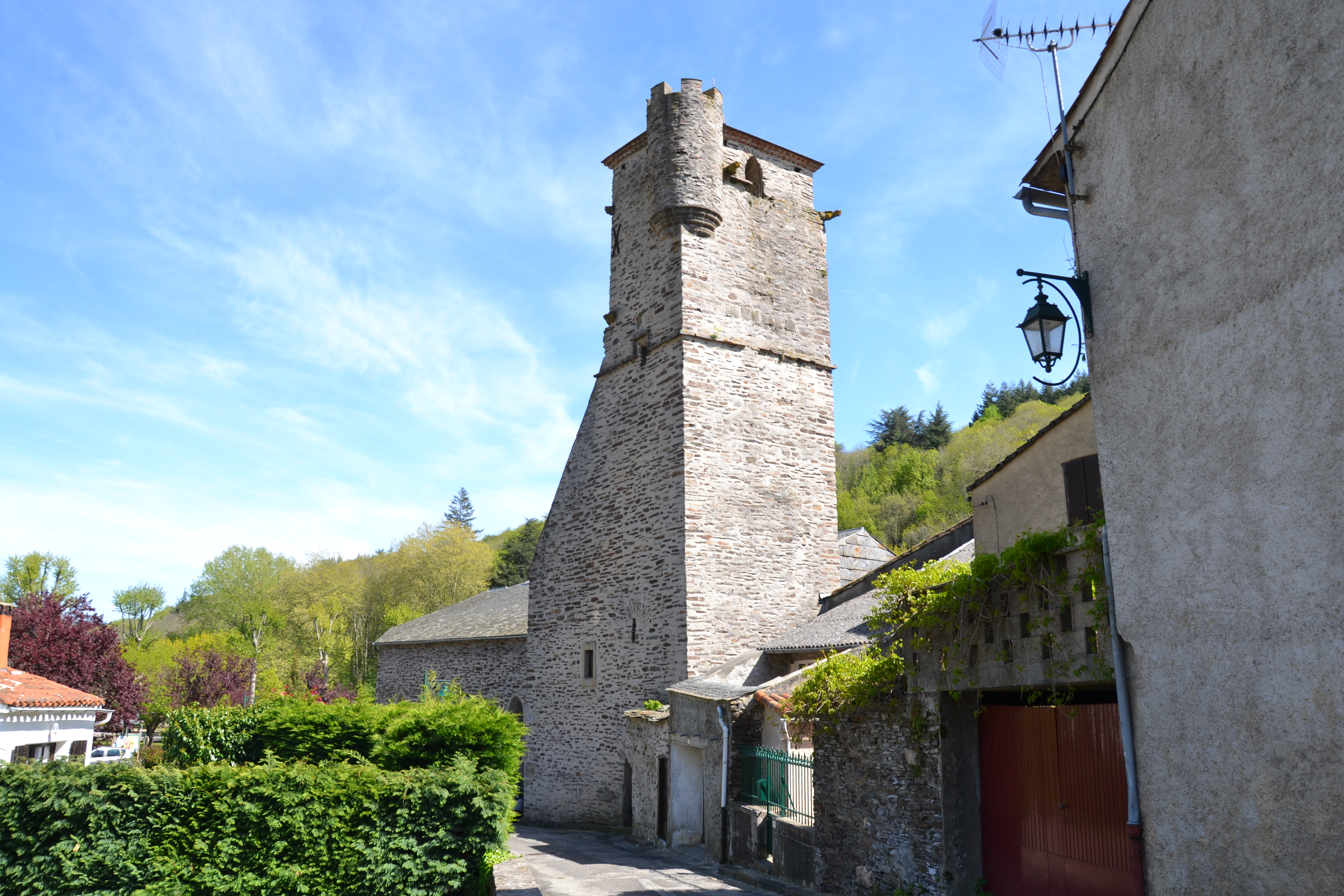
Clocher de l'église Sainte-Cécile de Cuxac-Cabardès.
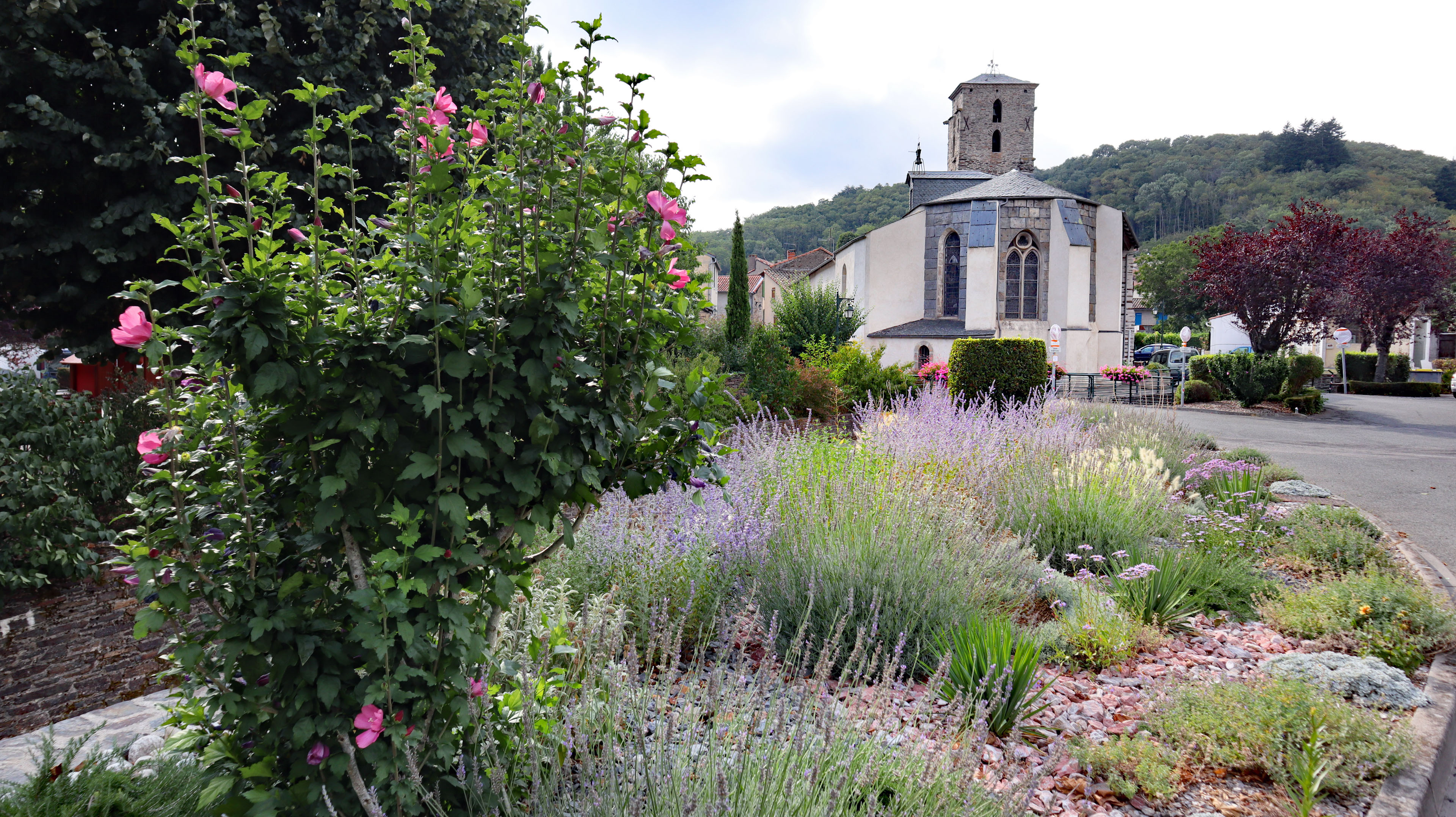
L'église Sainte-Cécile.
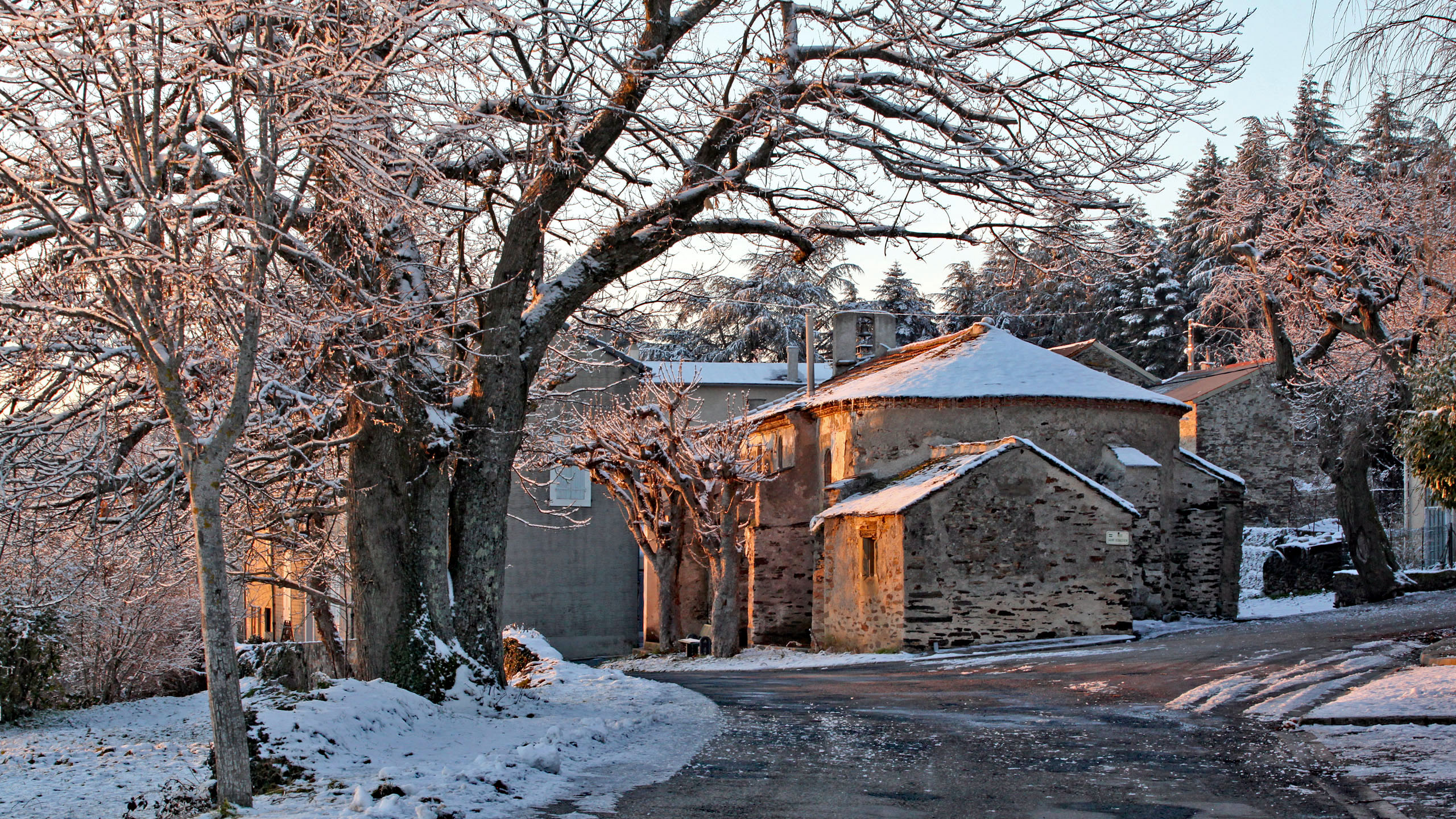
Église Saint-Sébastien - Cazelles.

- Hameau de Cazelles

Ce hameau est situé sur le plateau avant d'arriver à Cuxac à l'ouest de la départementale 118. On peut y admirer un ancien lavoir ainsi qu'une petite église dédiée à Saint-Sébastien. On y trouve la gendarmerie, le cabinet médical, l'étude notariale, la maison de retraite, le foyer occupationnel, les terrains de tennis et le club house ainsi que le parc de jeu.
- Hameau de Laprade-Basse

Tout au nord de la commune, le hameau de Laprade-Basse, au milieu de la forêt, est maintenant baigné par le lac de Laprade-Basse sur la rivière la Dure. Là, se situe le point de départ du sentier d'interprétation sur les rives du lac, et d'une boucle de randonnée de 8 km. À signaler également le sentier qui même à la tourbière. Un lieu rêvé pour tous ceux qui apprécient le calme et la paix de la nature.
Le site archéologique entre la route et le lac témoigne de l'exploitation du minerai de fer sur le secteur durant la période gallo-romaine.

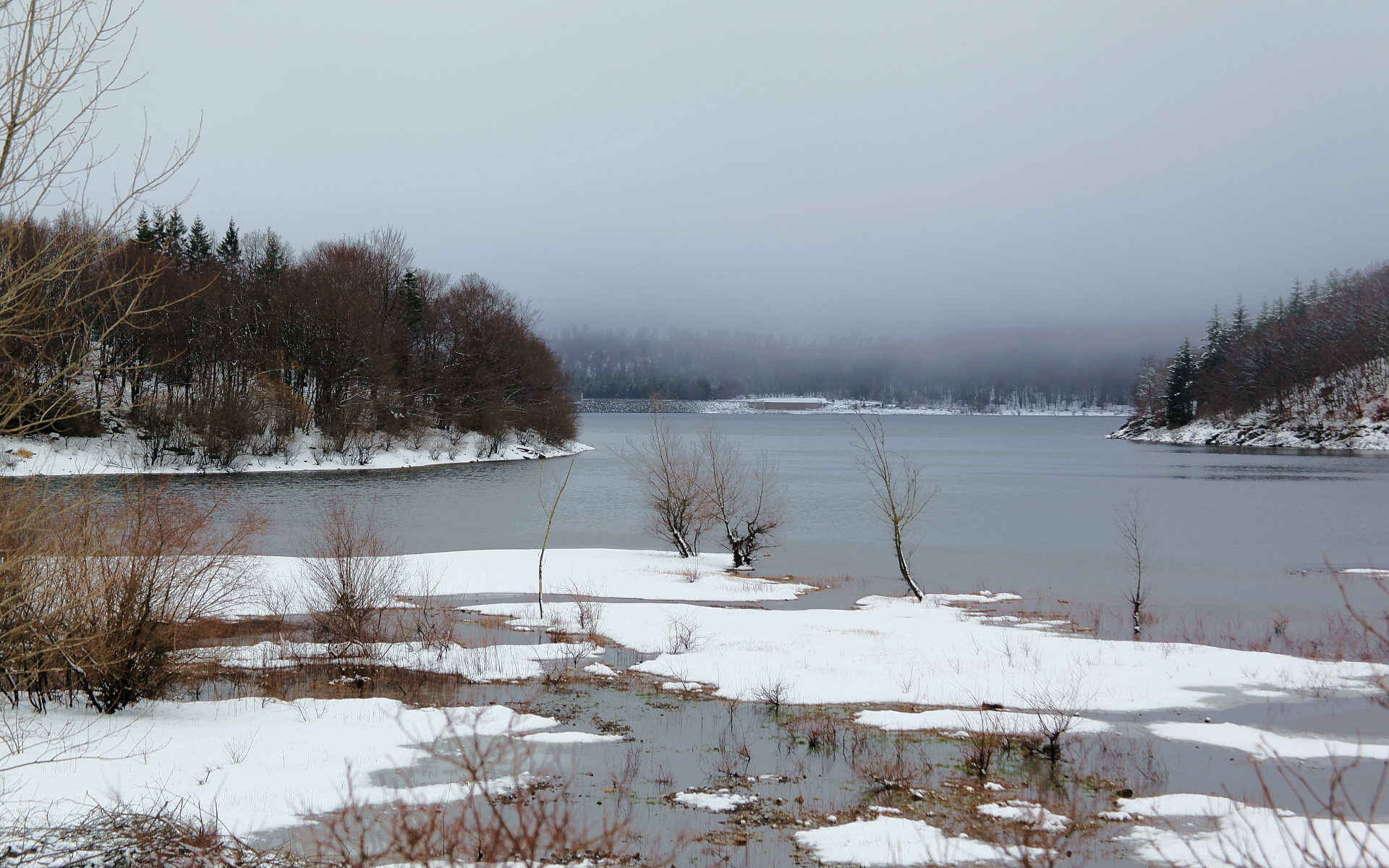
Lac de Laprade-Basse en hiver.
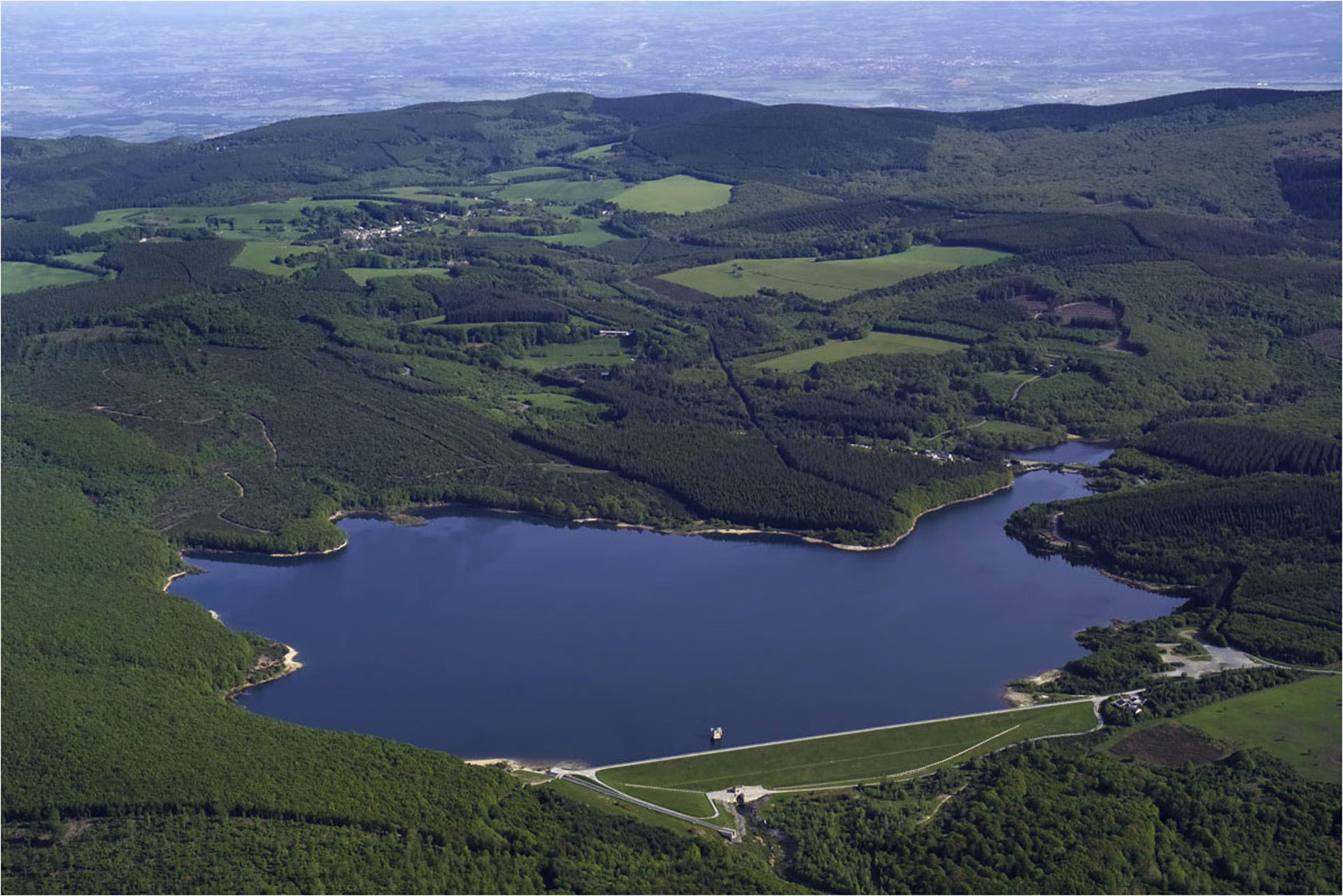
Lac de Laprade-Basse.
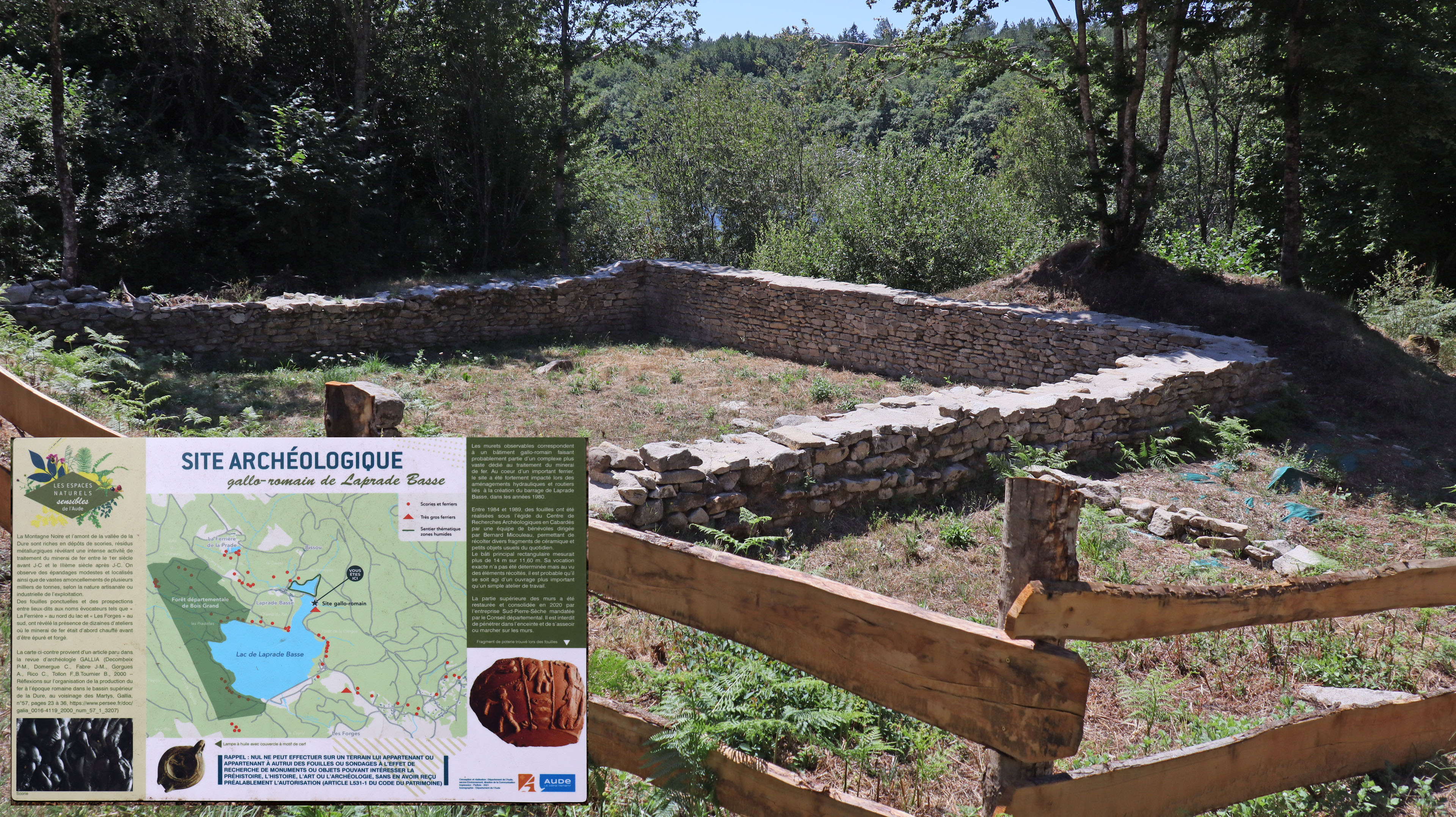
Site gallo-romain au bord du lac.
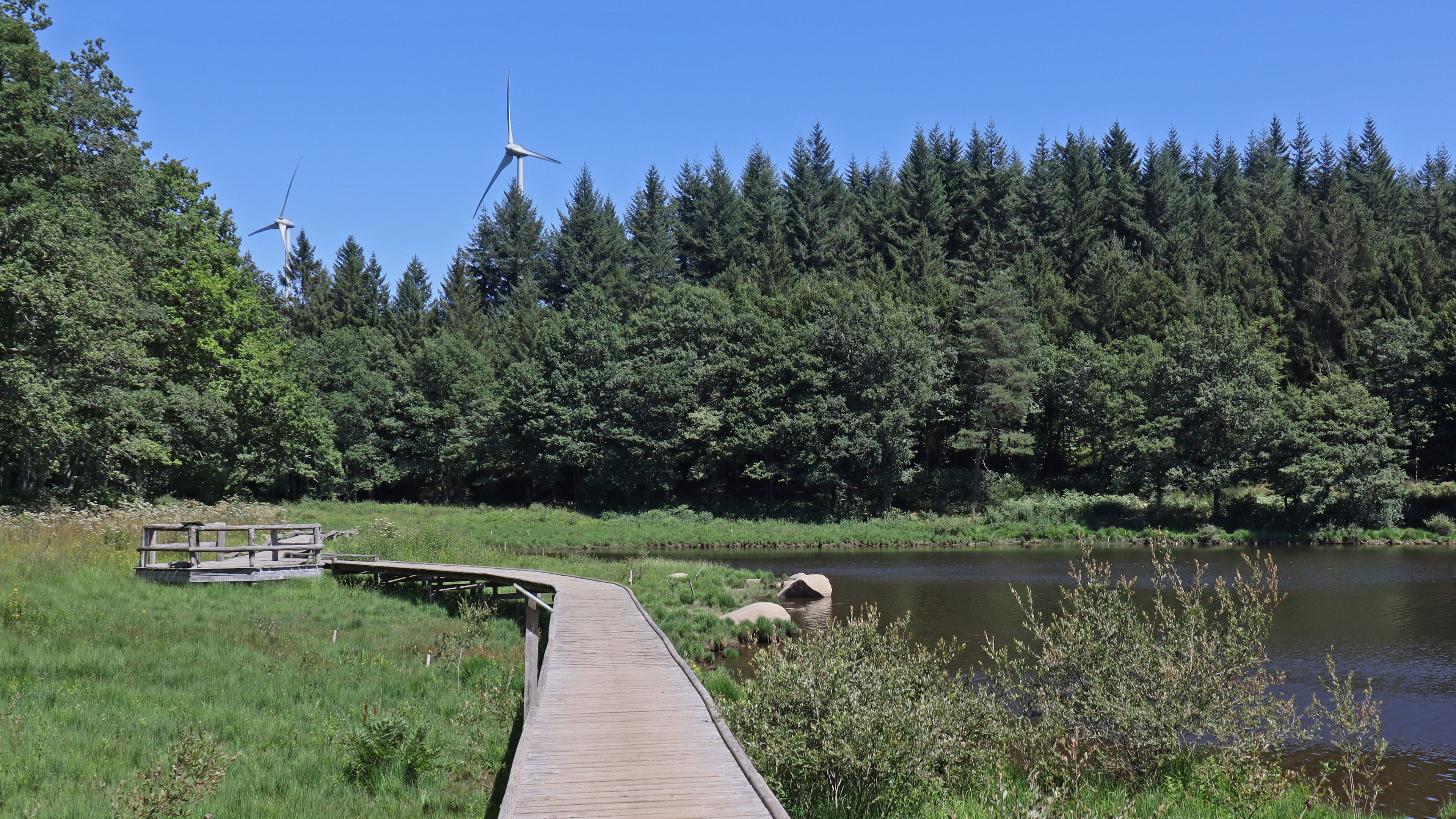
Parcours de découverte de la tourbière.
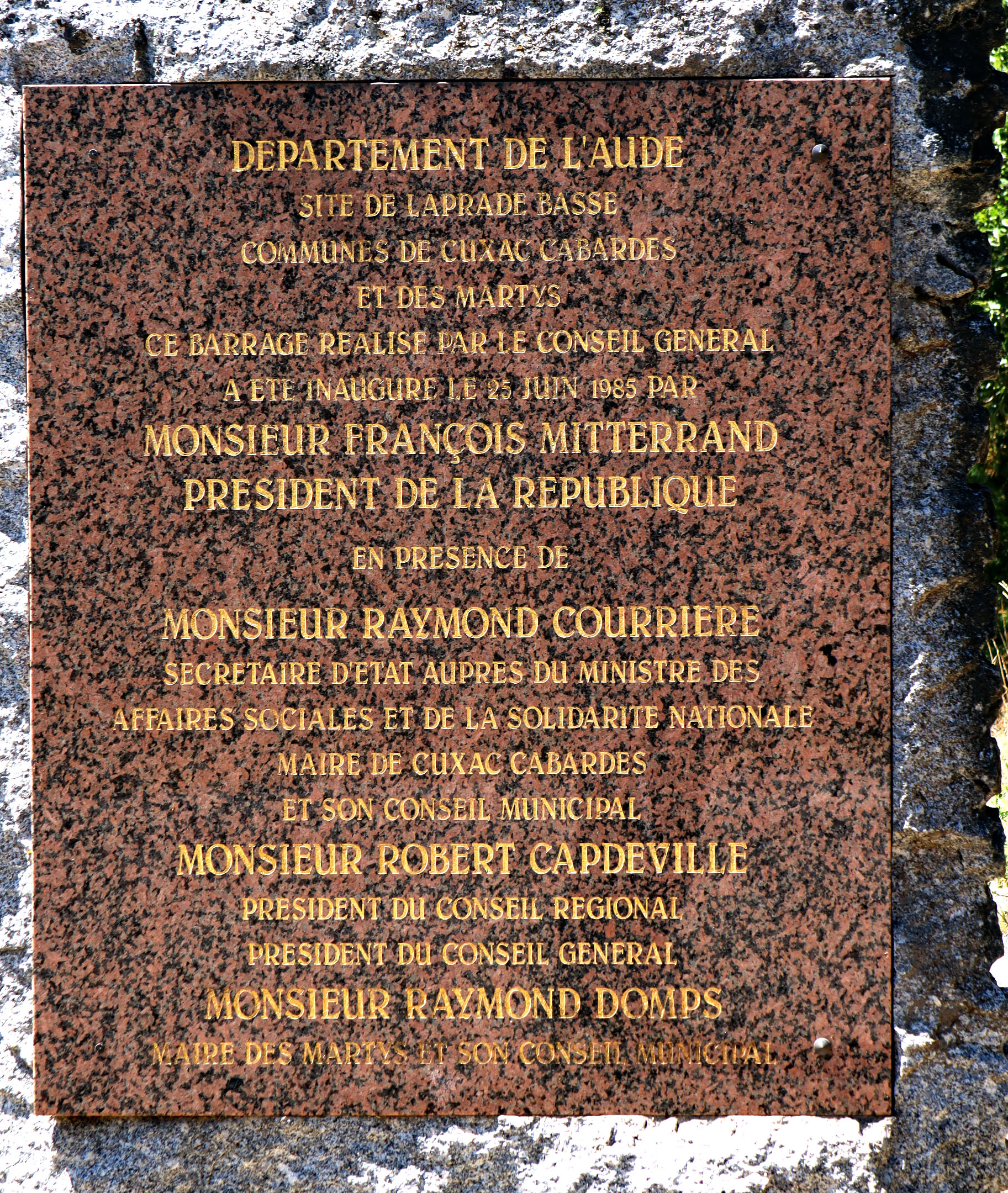
Plaque commémorative inauguration barrage.

### Personnalités liées à la commune
- Pierrette Calvet-Cousigné/Julie Lacroix (1951-), originaire du village, elle fit partie de 1975 à 1978 du groupe les Claudettes créé par Claude François[46].
- Raymond Courrière (1932-2006) notaire, maire de Cuxac-Cabardès, président du conseiller général de l'Aude, sénateur de l'Aude, ministre.
- Charles Courrière (1930-2001), photographe, grand reporter à Paris Match des années 1950 à 1970[47].
- Florentin Mendizabal[48] (1925-2015), résistant, dernier rescapé du maquis de Trassanel.
- Antoine Courrière (1909-1974), notaire, maire de Cuxac-Cabardès, conseiller général, sénateur de l'Aude.
- Émile Laffon (1907-1957), résistant, compagnon de la Libération. Il repose au cimetière de la commune.
- Guillaume IV Castanier d'Auriac (1702-1765), seigneur de Cuxac-Cabardès. Son blason ainsi qu'une litre funèbre, ont été peints sous le porche et tout le long de la façade sud de l’église Sainte-Cécile, en 1765, à la suite de son décès[49].

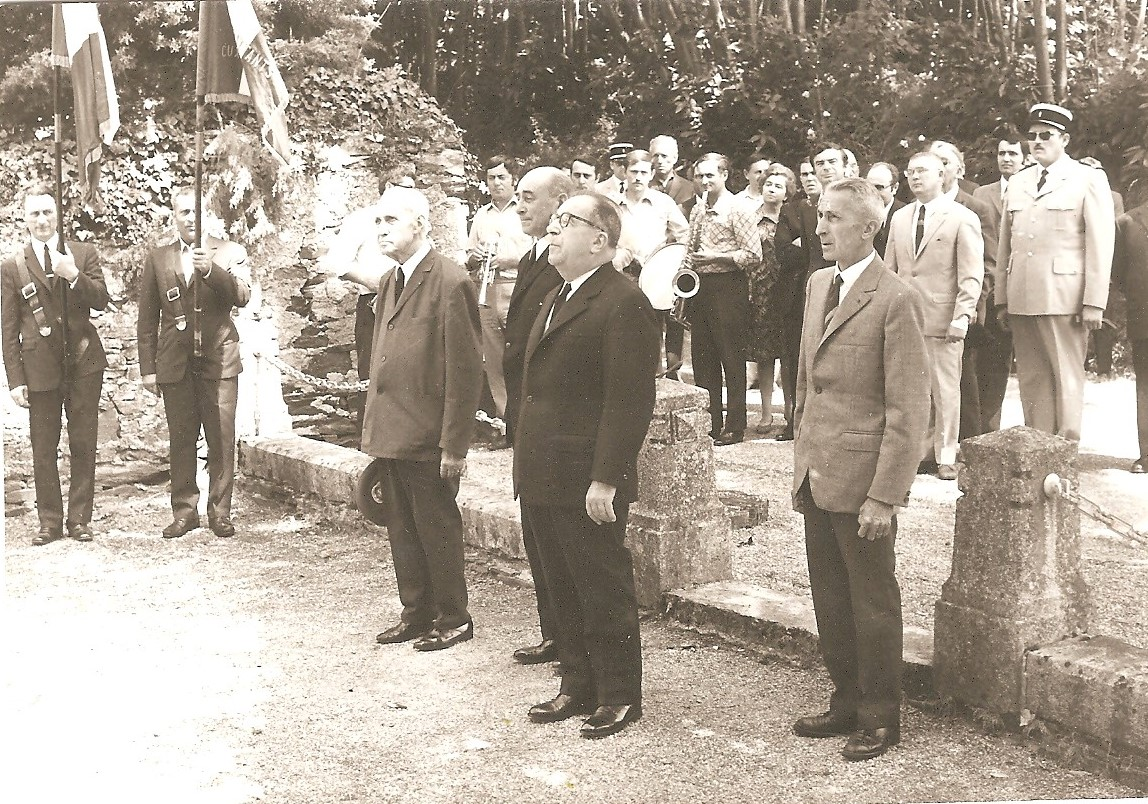
Antoine Courrière.
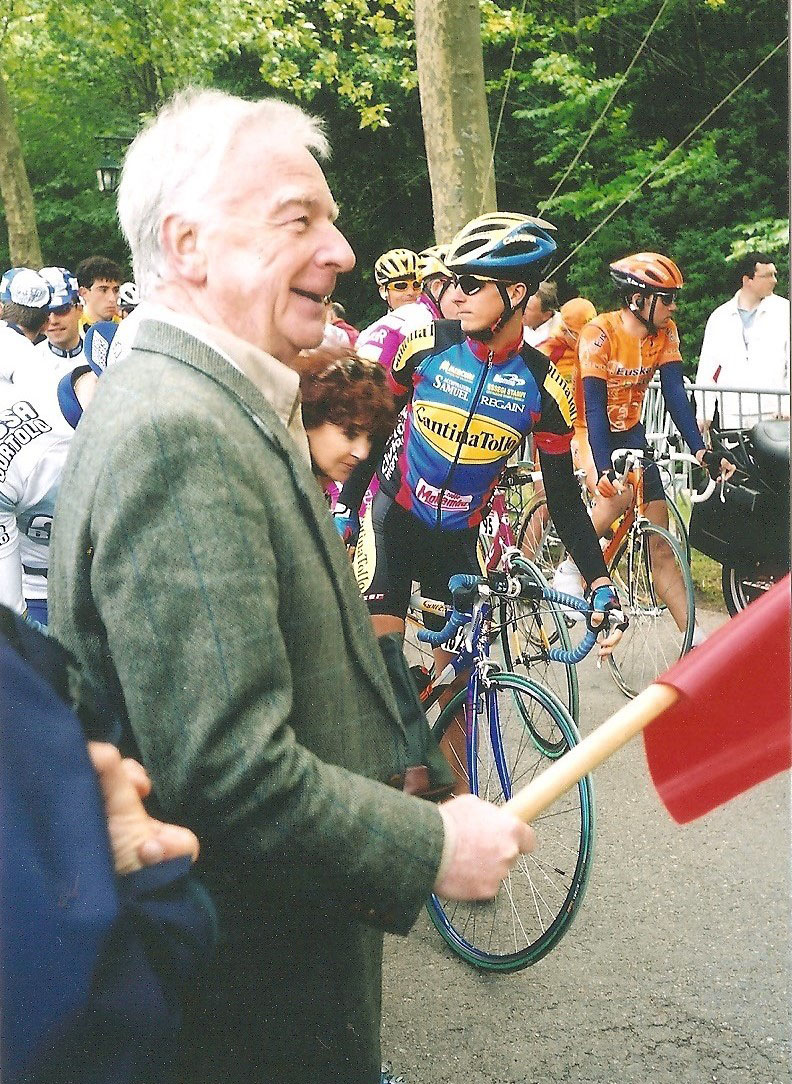
Raymond Courrière.
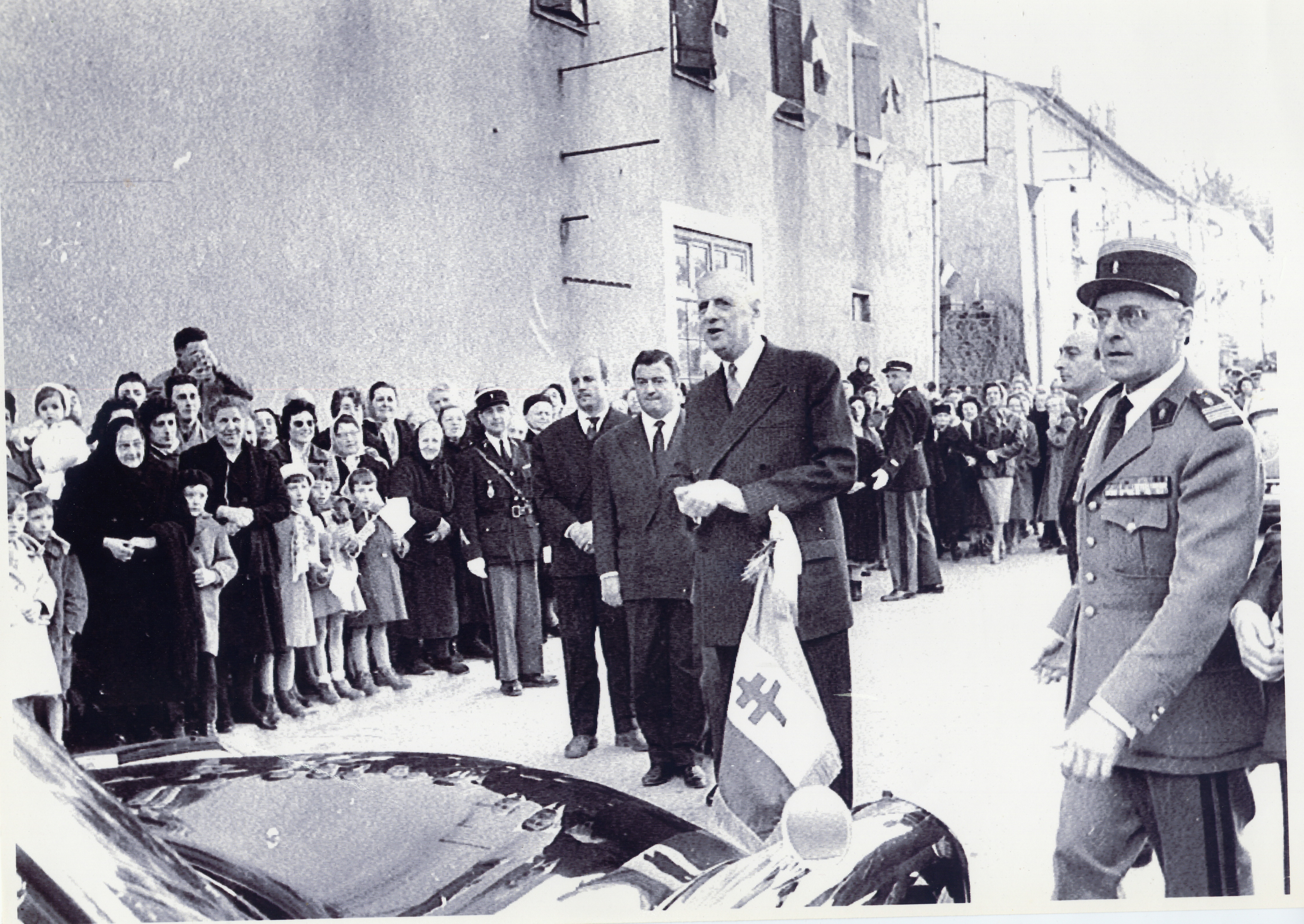
Passage du général Charles de Gaulle à Cuxac en 1960.
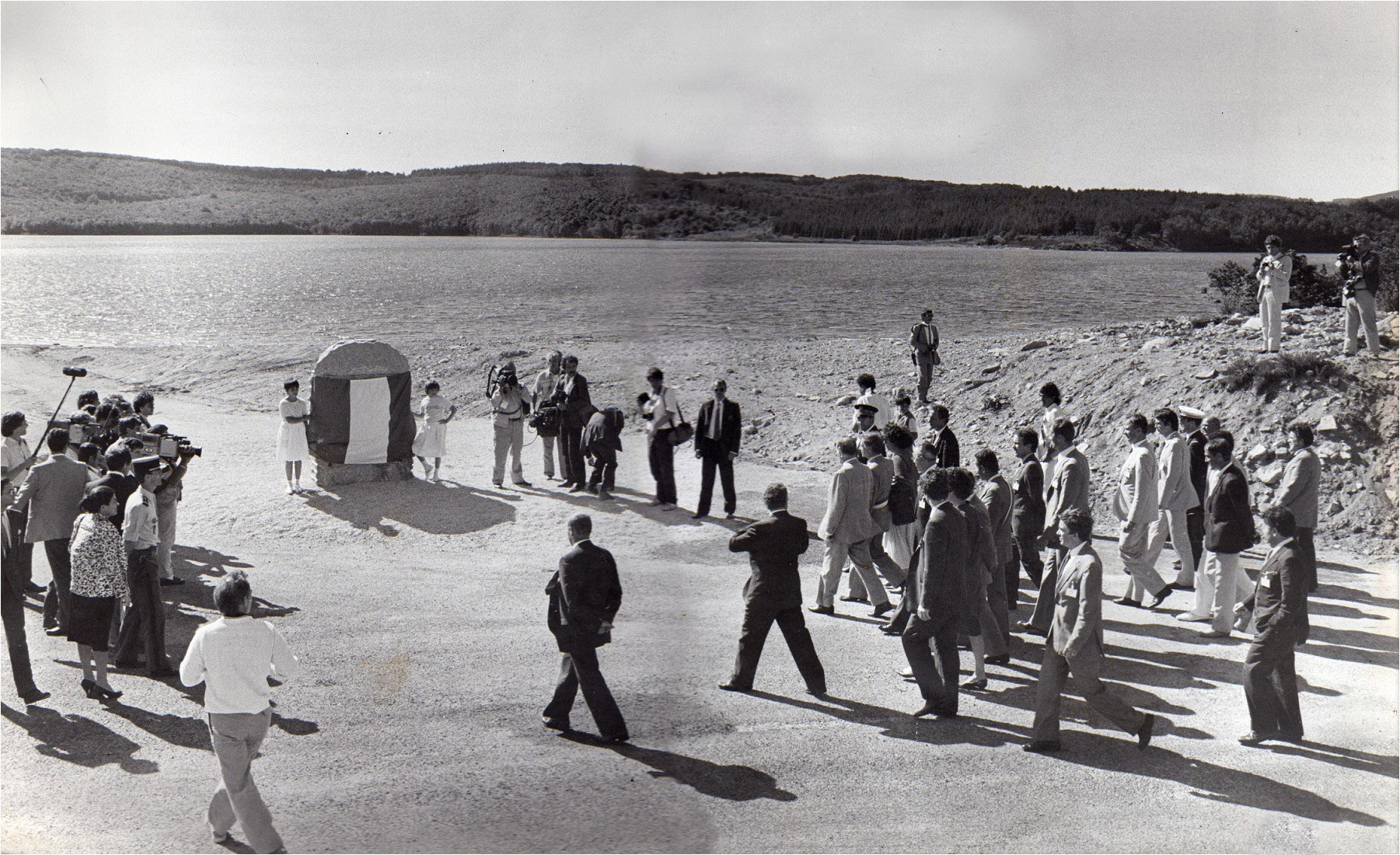
François Mitterrand inaugure le barrage de Laprade-Basse (1985).
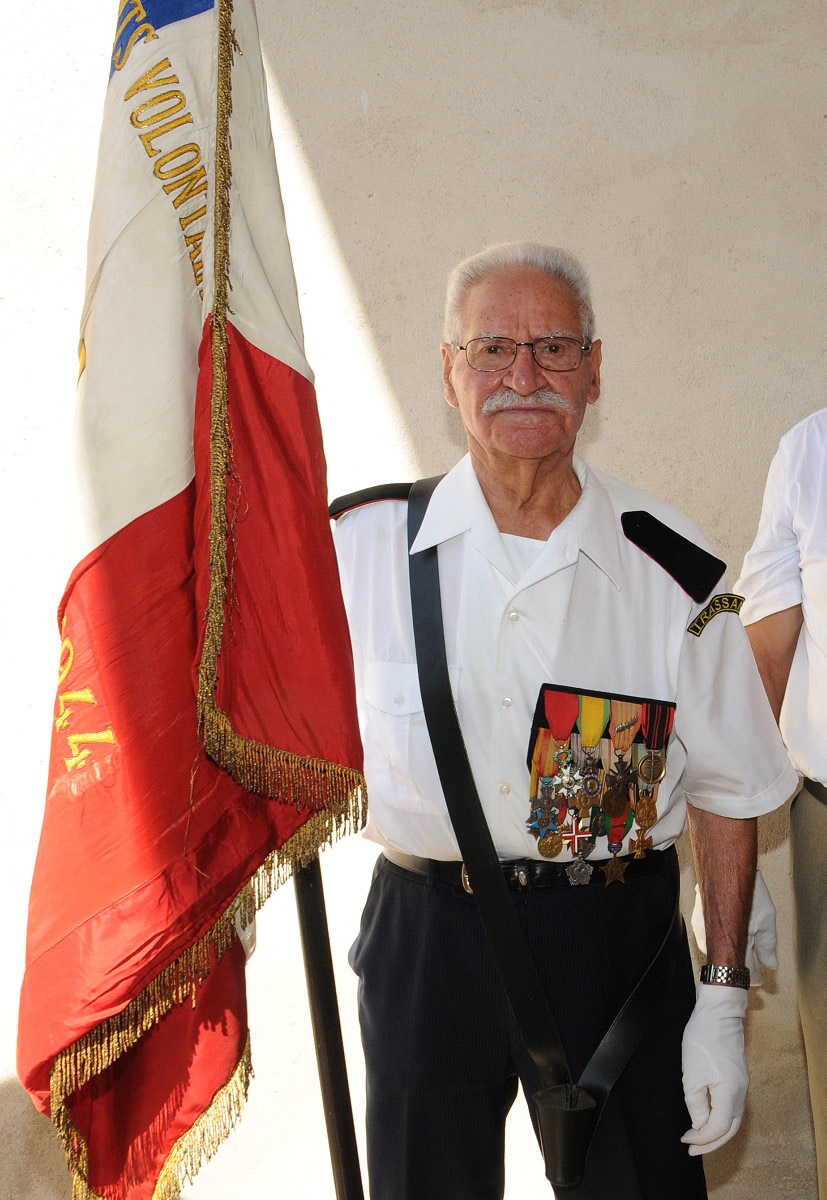
Florentin Mendizabal.
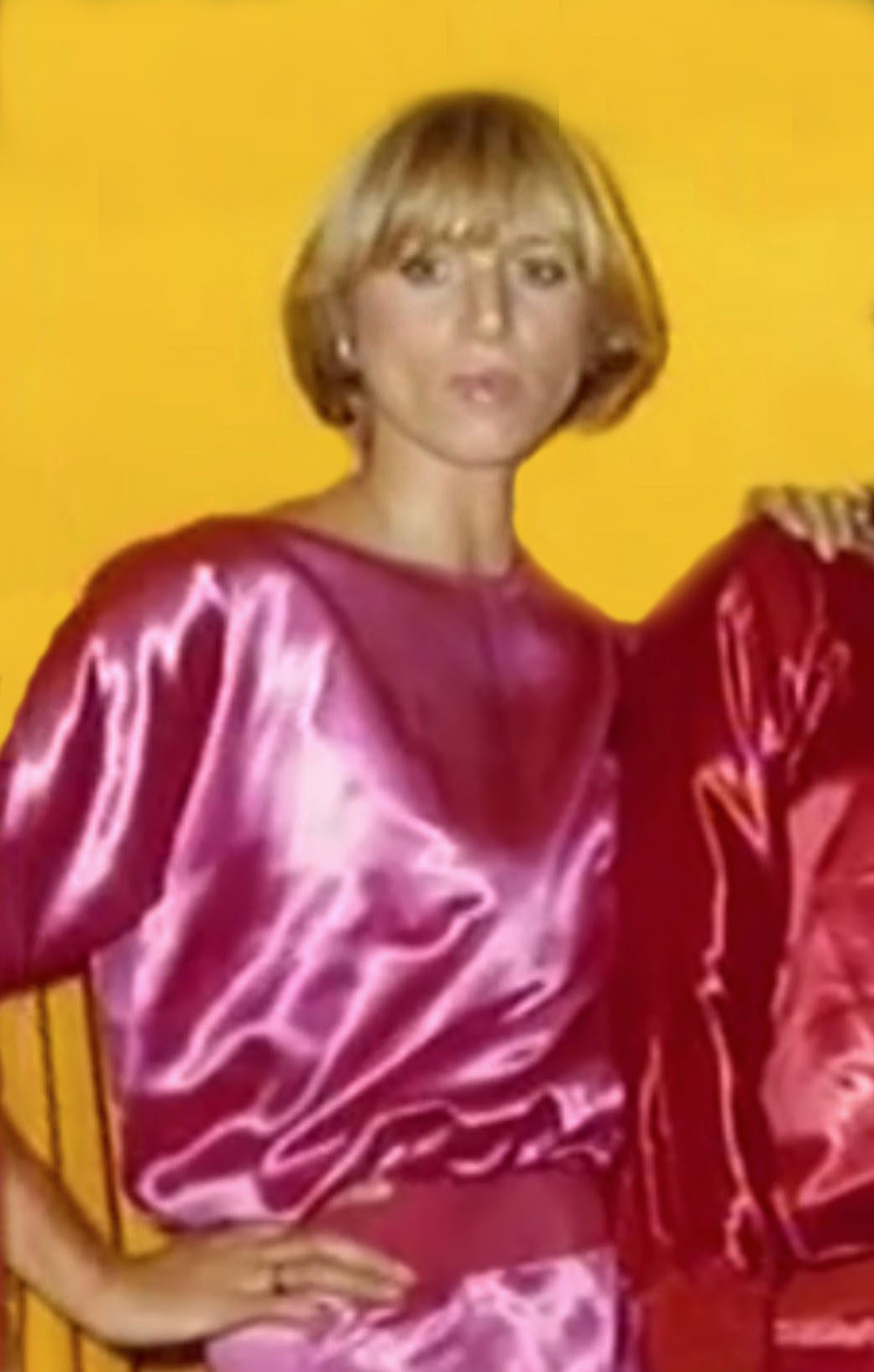
Pierrette Cousigné au temps des Claudettes.

### Héraldique
| Cuxac-Cabardès | Son blasonnement est : D'argent aux deux fasces de sinople. |